# Obermillstatt
Obermillstatt ist ein Kirchdorf und eine Katastralgemeinde der Marktgemeinde Millstatt am See im Bezirk Spittal an der Drau im österreichischen Bundesland Kärnten.
Wie die umliegenden Siedlungen ist der Ort mit 587 Einwohnern (Stand 1. Jänner 2024) ein bäuerlich strukturiertes Erholungsdorf. Mangels ortsansässiger Betriebe pendelt ein Großteil der berufstätigen Bevölkerung aus. Ein wichtiger Arbeitgeber ist seit 1907 das Magnesitwerk der RHI AG im 13 km entfernten Radenthein. Die Magnesitlagerstätte auf der Millstätter Alpe liegt auf dem Gebiet der Katastralgemeinde Obermillstatt. 84 Jahre lang, zwischen 1889 und 1973, war Obermillstatt eine eigenständige Gemeinde.

## Geographie

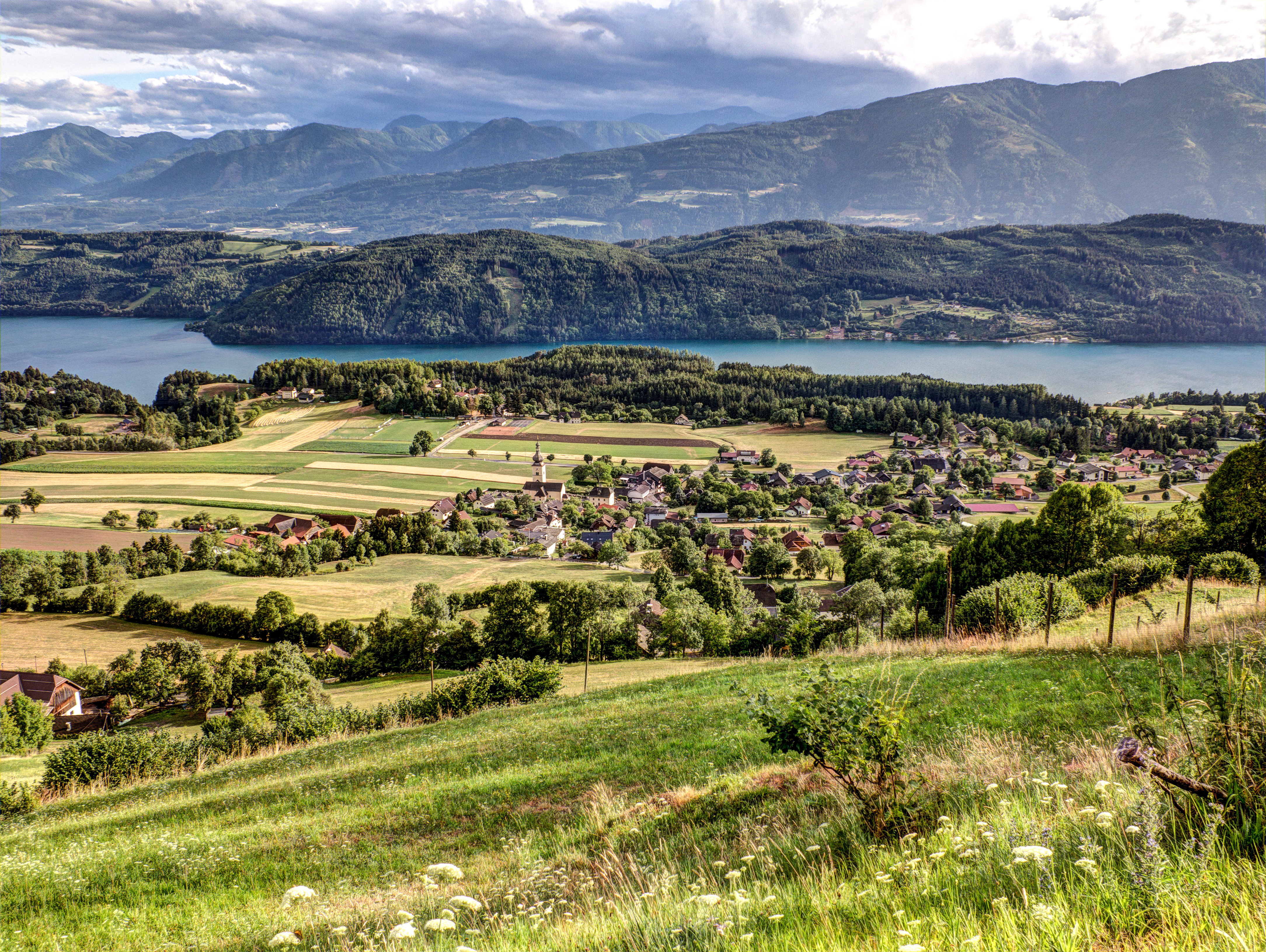
Nordansicht

Das Haufendorf am Millstätter Berg liegt in 857 m ü. A. Seehöhe auf einem Hochplateau rund 150 m über dem Millstätter See am Fuße der Millstätter Alpe in den Nockbergen und ist über die B 98 von Millstatt (2 km) bzw. über die L 17 von Dellach oder Seeboden aus erreichbar (Entfernung zur Tauern Autobahn A10 / Knoten Spittal-Millstätter See 9 km). Unmittelbar benachbarte Orte sind Lammersdorf und Kleindombra.

## Klima
Kärnten liegt in der gemäßigten Klimazone Mitteleuropas. Durch die Lage südlich des Alpenhauptkamms als wichtige Wetterscheide, orientiert sich das Klima eher an den südlichen Wetterereignissen beispielsweise den Mittelmeertiefs. Durch die Lagen zwischen den Bergen ist das Klima in Hinblick auf die Großwetterlage kleinräumig strukturiert. Der Niederschlag folgt dem mitteleuropäischen Muster mit Niederschlagsminima im Winter und Maxima im Sommer. Der Niederschlag im Sommer erfolgt vielfach über Starkregen, besonders bei Gewittern (siehe historische Zusammenstellung der Naturkatastrophen am Millstätter Berg). Seine nach Süden offene Beckenlage und der Schutz gegen Nordwinde führen am Millstätter See zu mehr Sonnenstunden als sonst in Oberkärnten.

## Geschichte

### Frühgeschichte

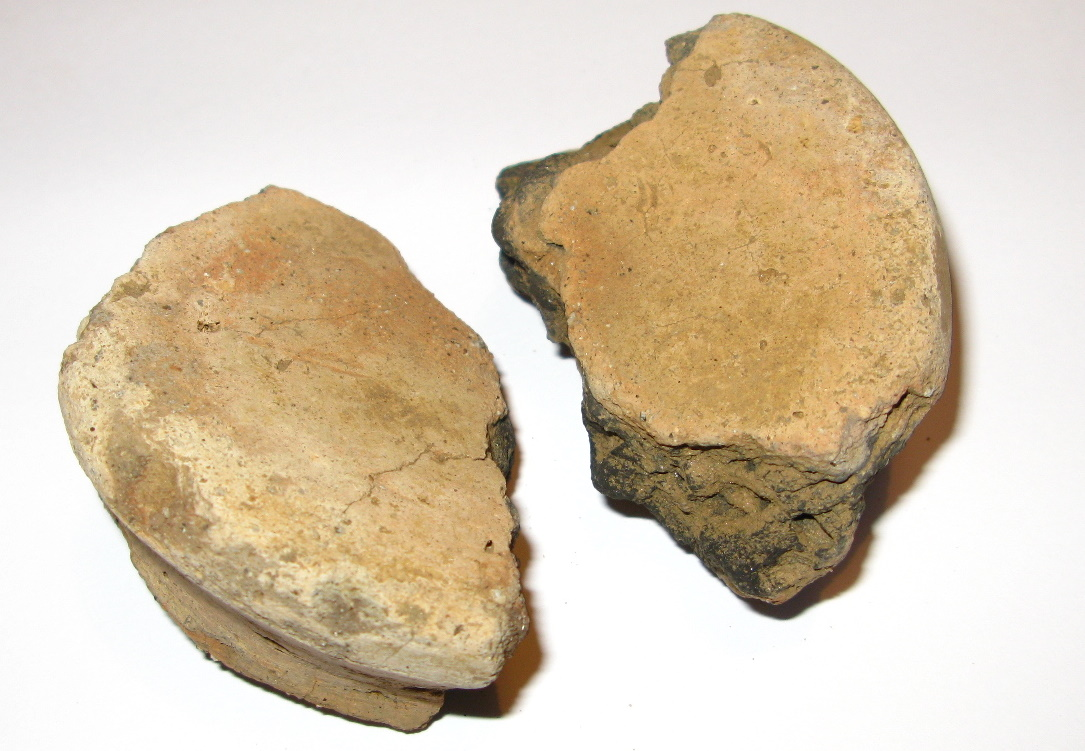
Älteste Siedlungsspur – Boden eines Keramikruges, ca. 3100 Jahre alt

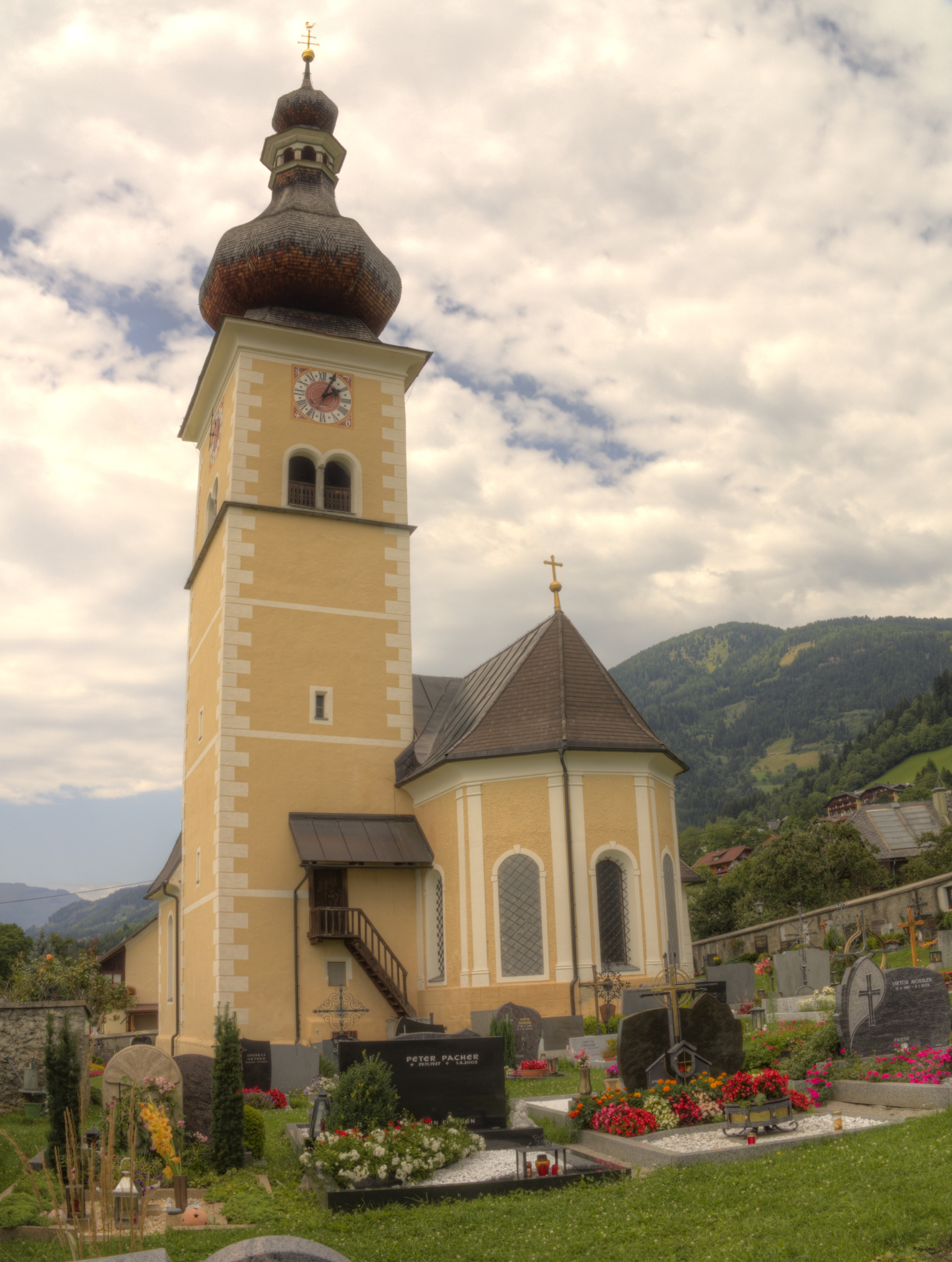
Pfarrkirche Obermillstatt

Die Gegend um Obermillstatt ist seit mindestens 4000 Jahren besiedelt. Die prähistorischen Fundstellen von Lammersdorf und Sappl – die bisher ältesten in Oberkärnten – sind nur rund eineinhalb Kilometer entfernt. Die in der Gegend vorkommenden Hügelkuppen, wie es sie auch am unteren Ortsrand von Obermillstatt gibt, wurden in prähistorischer Zeit als befestigte Siedlungsplätze genutzt. Der Standring eines Keramikkruges der Laugen-Melaun-Kultur aus der Spätbronzezeit (ca. 13–11. Jh. v. Chr.), gefunden im neuen Bereich des Friedhofs, ist die älteste Siedlungsspur im Ortsbereich. Ebenfalls aus dieser Zeit stammt die Urne, die beim früheren Gasthaus Fastian im benachbarten Lammersdorf gefunden wurde.

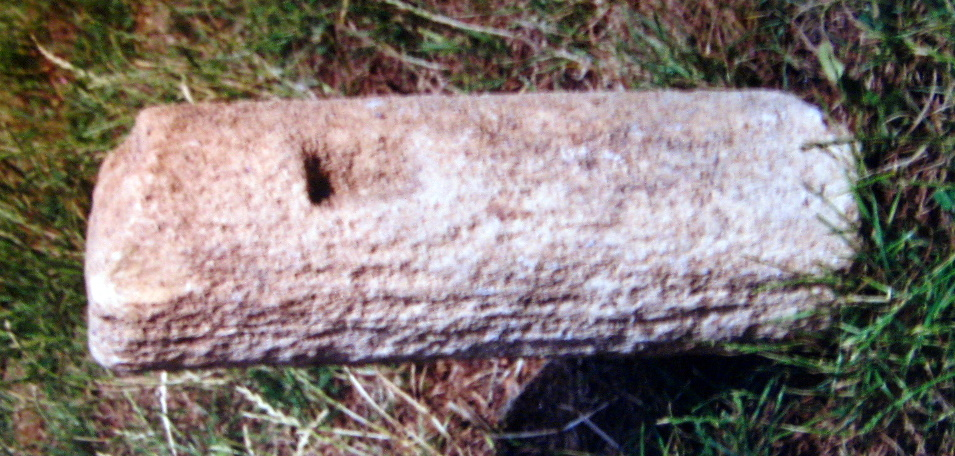
Säulenfragment vmtl. 6. Jh. aus Molzbichl

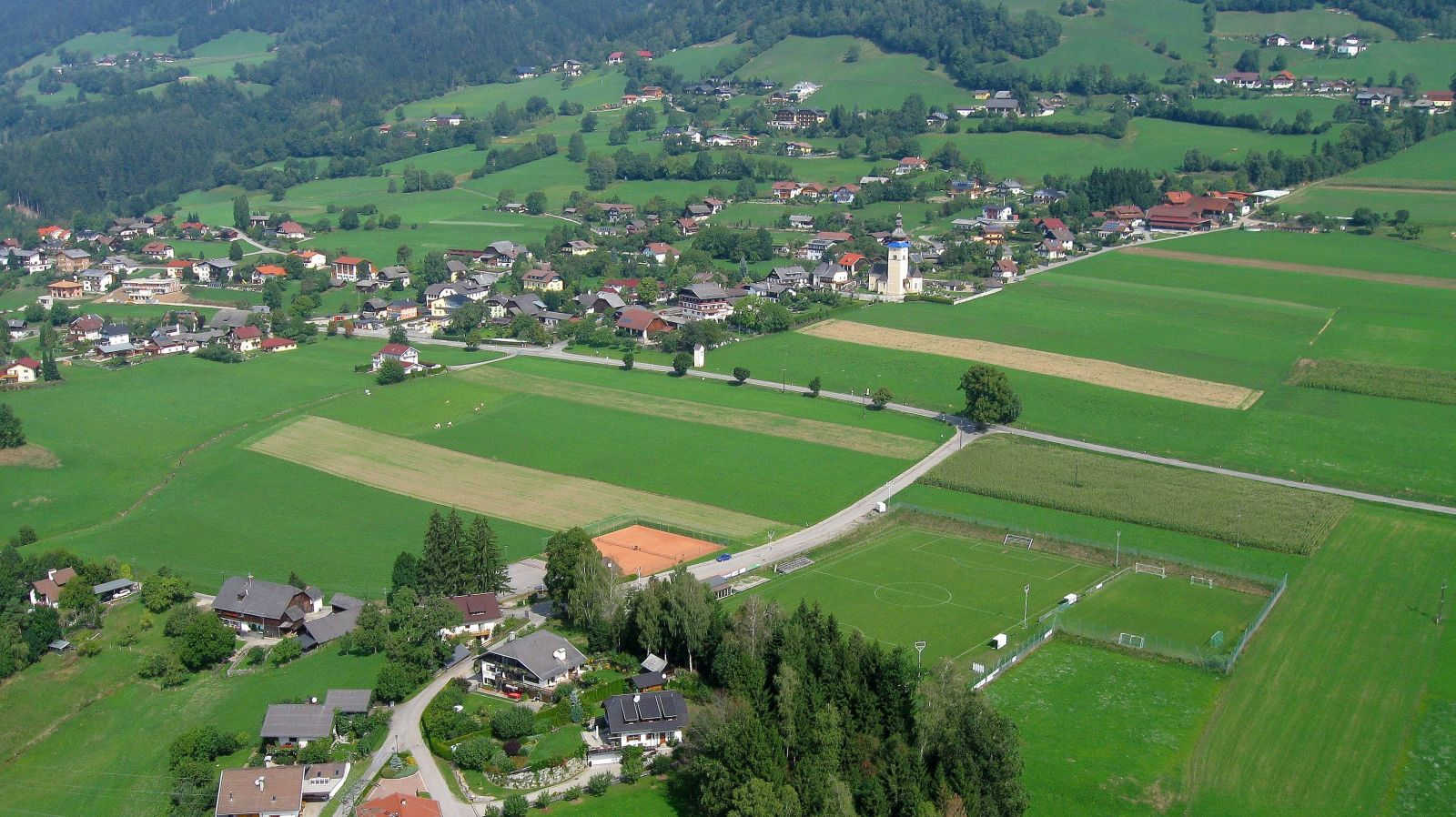
Obermillstatt gegen Nordwesten (Luftbild)

Aus der Zeit der römischen Provinzialkultur liegen bis dato keine Funde in Obermillstatt vor. Aufgrund der topographischen Lage kann man von einer kleinen Siedlung ausgehen, da der Ort an der alten Römerstraße zwischen Turracher Höhe und Teurnia an einem Bach liegt. Die durchwegs slawischen Ortsnamen auf dem Millstätter Berg deuten auf eine großflächige Erschließung durch die Alpenslawen im Fürstentum Karantanien ab dem Jahre 600 n. Chr. Ab dem 8. Jahrhundert geriet Karantanien allmählich unter bayrisch-fränkischen Einfluss und verlor schrittweise seine Selbständigkeit.

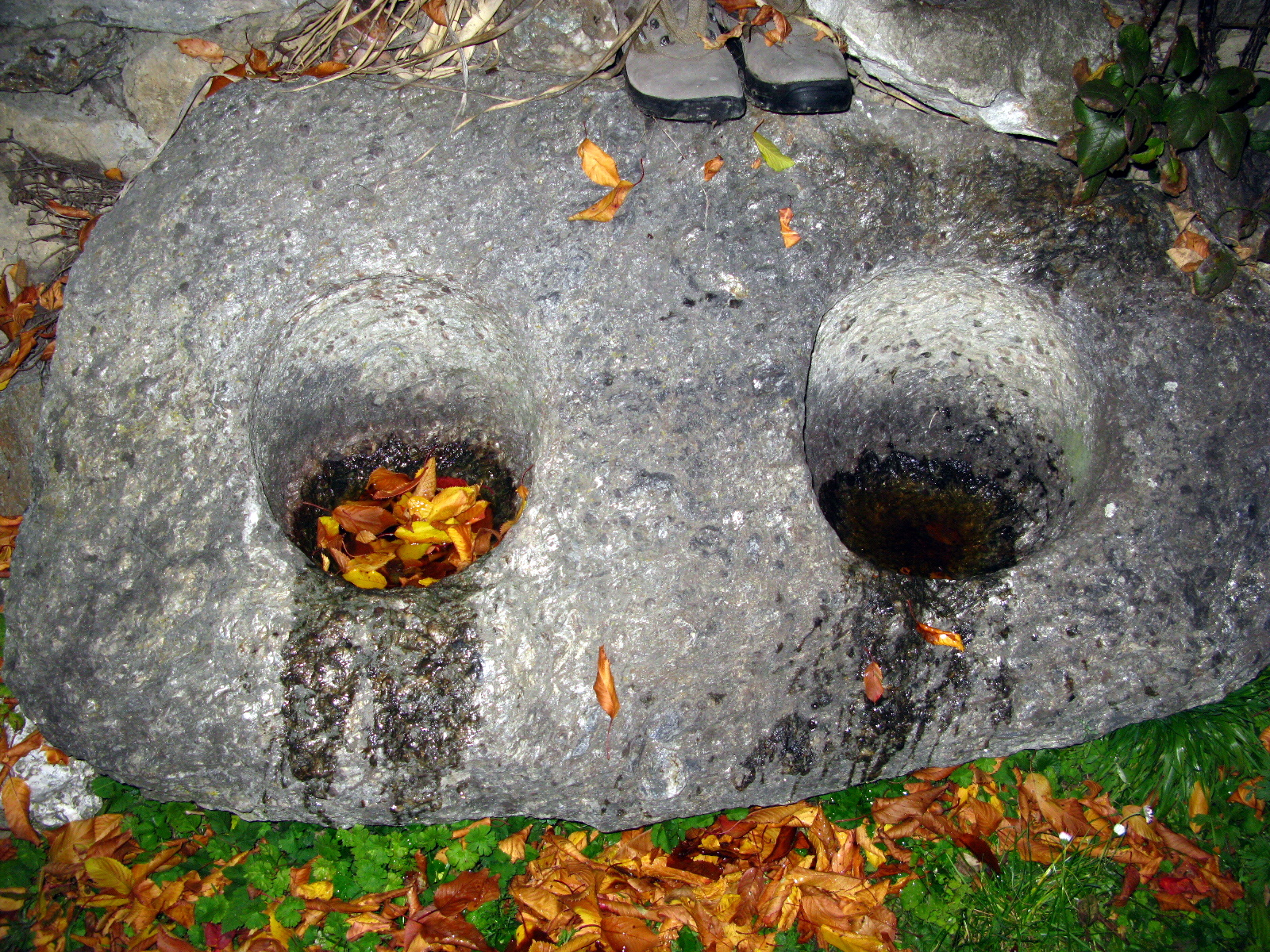
Auflager einer Stampfe aus dem Bach beim vlg. Messner

Es ist wahrscheinlich, dass viele Höfe am Millstätter Berg vor der Gründung des Stifts Millstatt um 1080 zum ältesten Kärntner Kloster Molzbichl gehörten, das im Zuge der zweiten, der bairischen Missionierung um 780 gegründet wurde. Die erste Missionierung des Gebiets war aus Aquileia erfolgt. Matzelsdorf als Filialkirche von Döbriach gehörte noch bis 1768 zu Molzbichl. Ein Säulenfragment, gefunden im Bach beim Messner unweit der Kirche, könnte aus der frühmittelalterlichen Schrankenanlage aus der Molzbichler Klosterkirche stammen und wurde vermutlich auf Anordnung der St. Georg-Ritter nach Obermillstatt gebracht. Eine zeitlich nicht genau einordenbare, vermutlich aber mittelalterliche Siedlungsspur ist das Auflager einer Stampfe, das in zwei Meter Tiefe im Bachbett gefunden wurde. Mit den Baiern kam ab dem 12 Jhdt. auch deren Dialekt und damit die deutsche Sprache nach Kärnten, woraus in weiterer Folge die Kärntner Mundart entstand.

### Römische Spuren
Aus römischer Zeit sind in der Umgebung Einzelgebäude wie die frühchristliche Kirche in Laubendorf, als Fluchtkirche von Teurnia gedeutet oder eine römische Villa in Dellach am Millstätter See bekannt. Eine alte Römerstraße zwischen Teurnia und dem Kirchheimer Tal führte am südlichen Ortsrand von Obermillstatt vorbei. In trockenen Jahren, berichten die Bauern, ist deren Verlauf beim örtlichen Sportplatz noch erkennbar. Direkt am See war wegen der Hohen Wand bei Döbriach lange keine Straßenführung möglich. Vermutlich hatte man schon in der Römerzeit einige Gunstlagen urbar gemacht. Die schönsten Obermillstätter Felder sind relativ flach und groß. Der Ort liegt auf einem Plateau zwischen zwei großen Bächen. Im Westen fließt der Riegerbach oder Leitenbach. Der Bachname Riegerbach wird auch für den Pesentheiner bzw. Radentheiner Bach verwendet. Das schriftslowenische reka bedeutet Bach. Auf der östlichen Seite liegt nach Pesenthein abfließende Pöllandbach genannt wurde. Der kleine Obermillstätter Bach, auch Mühlbach genannt, ist von jeher regulierbar, denn er kann bei Hochwassergefahr in den Pesentheiner Bach umgeleitet werden. In Millstatt, angelegt am Schwemmkegel des Riegerbaches, sind die für die Landwirtschaft zur Verfügung stehenden Flächen deutlich kleiner und immer wieder vom Hochwasser bedroht. In vortouristischer Zeit war das Leben am Wasser wegen des oft sumpfigen Ufers wenig attraktiv. Die früheste Form der grundherrlichen Wirtschaftsweise war das Villikationssystem der Römer. Eine Villa war ein herrschaftlicher Gutshof, dessen Großgrundbesitz von hörigen Knechten und Mägden bearbeitet wurde. Bauern im heutigen Sinn gab es noch nicht.
Spätestens mit der Jahrtausendwende war die Gegend um Obermillstatt großflächig gerodet. Möglicherweise waren die gerodeten Flächen noch größer als heute. Im Frühmittelalter gab es eine Wärmephase, wodurch die Siedlungsgrenzen deutlich anstiegen. Dass es im Millstätter Gebiet wärmer und Weinbau möglich war, geht nicht nur aus der Flurbezeichnung „Weinleitn“, sondern auch aus Urkunden hervor. 1447 erhielt ein Ulrich Staindell einen Weingarten als Lehen auf Lebenszeit. Im 20. Jahrhundert wurden viele der weniger ertragreichen und abgelegenen Bergwiesen aufgegeben, die einstweilen verwaldet sind. Durch die gesellschaftlichen Veränderungen gab es immer weniger Arbeitskräfte für landwirtschaftliche Arbeit. Knechte und Mägde fanden besser bezahlte Tätigkeiten in anderen Bereichen. Die Schulpflicht wurde zunehmend schärfer exekutiert. Die immer weniger werdenden Bauernkinder durften nicht mehr eingeschränkt zur Arbeit am Hof herangezogen werden.

### Namensverbundenheit von Millstatt und Obermillstatt

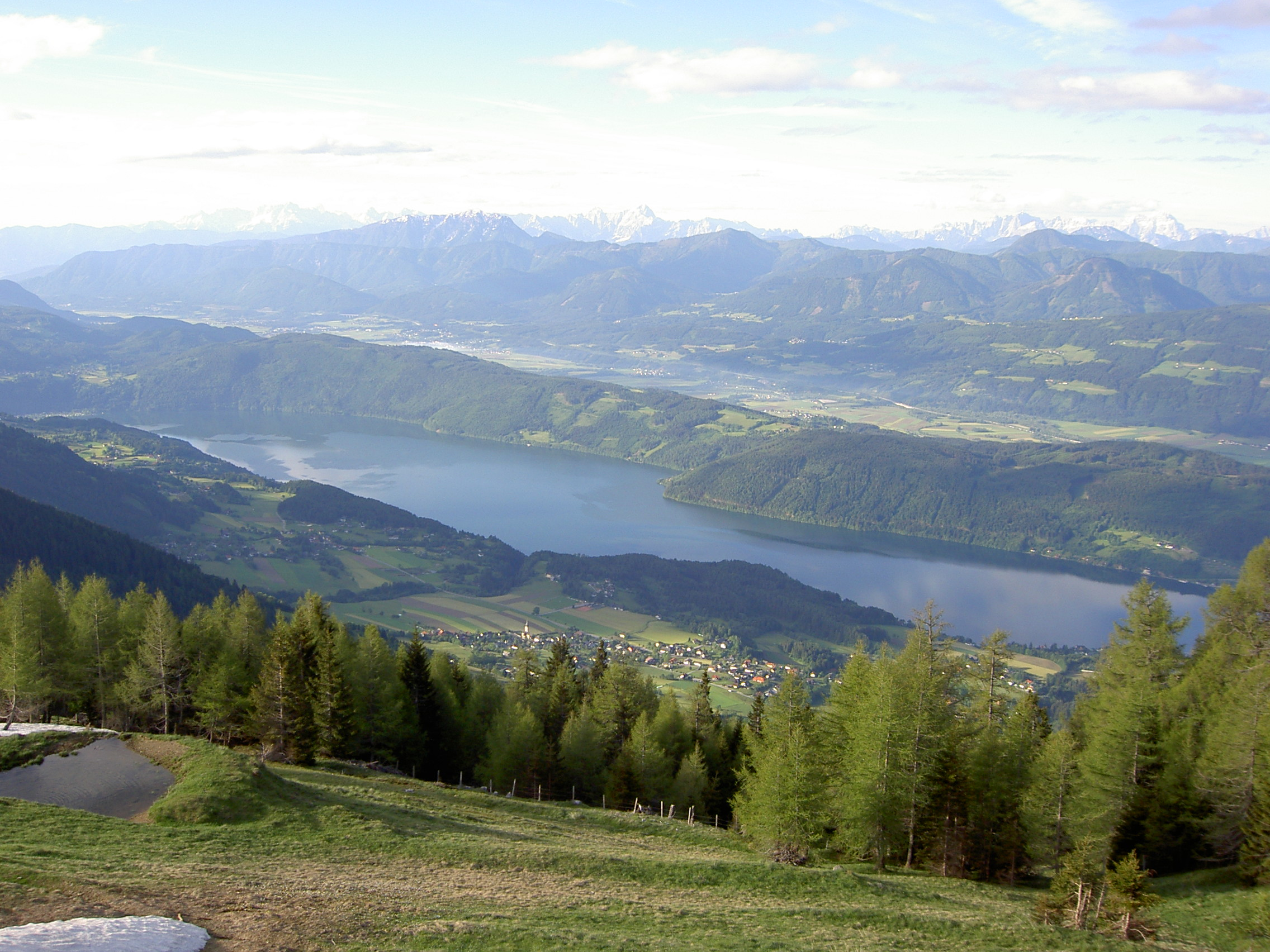
Obermillstatt von der Millstätter Alpe / Tschiernock aus

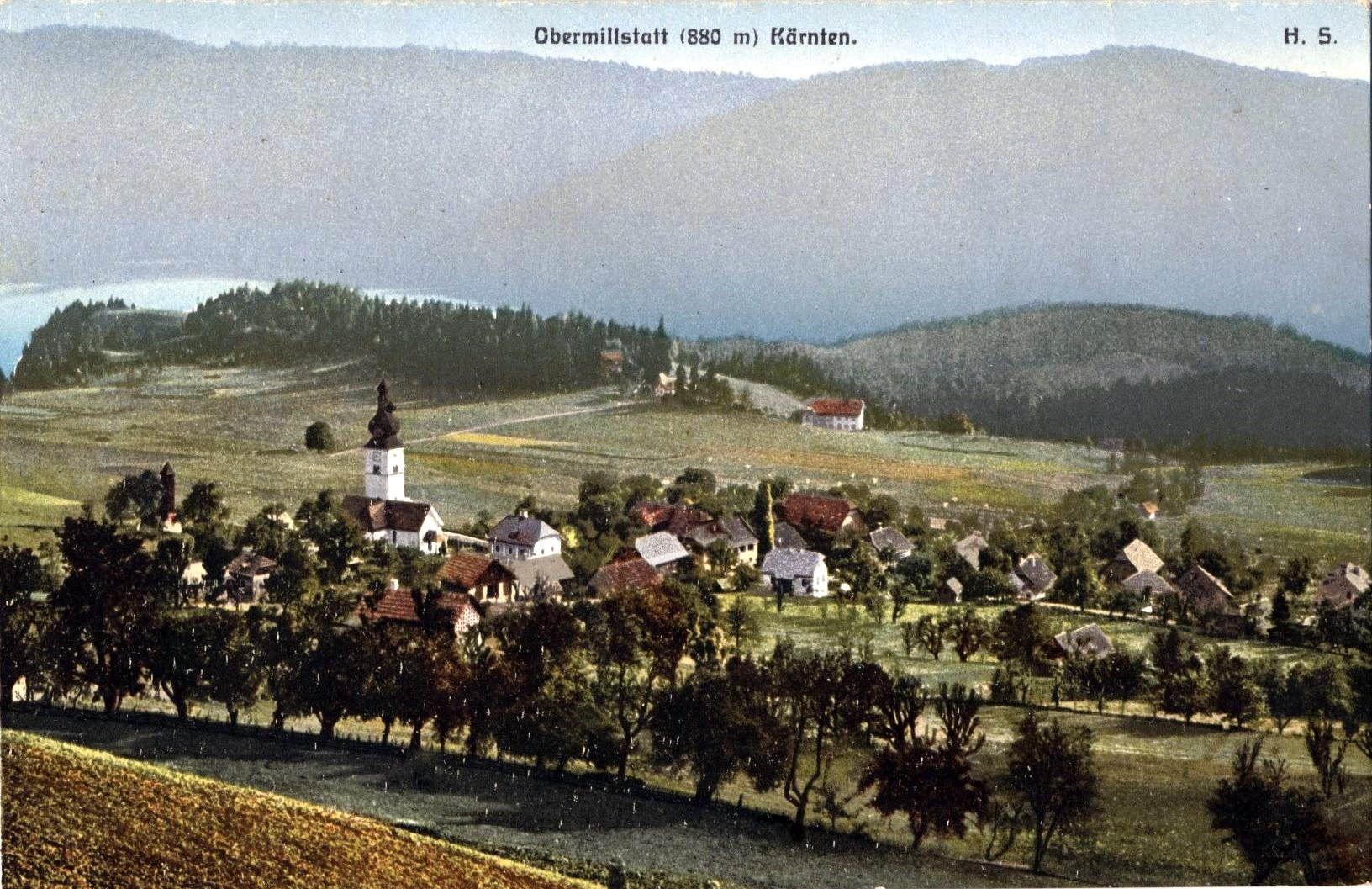
Obermillstatt um 1910

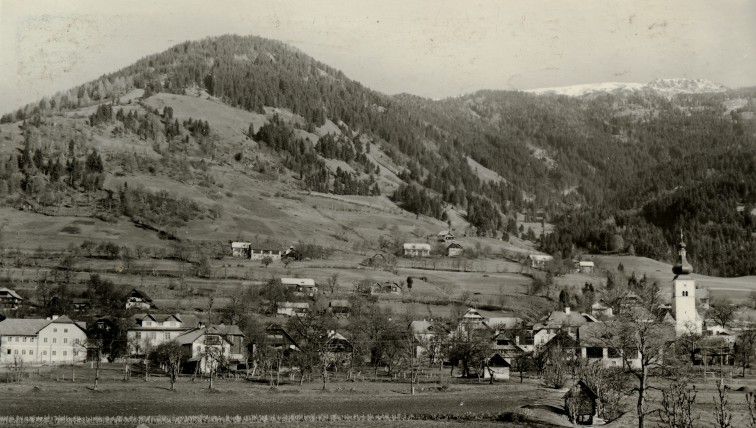
Obermillstatt um 1950

Die Namensverbundenheit der Orte ist bemerkenswert, zumal wesentlich kleinere Streusiedlungen der Umgebung eigene Ortsnamen haben wie etwa Kleindombra, was so viel wie ein kleiner Eich- oder Sumpfwald bedeutet. Einerseits mag dies mit der Dominanz des Millstätter Klosters zusammenhängen, für das der Ort das unmittelbare landwirtschaftliche Hinterland war. Andererseits gibt es auch Überlegungen, ob das urkundlich erstmals 1070 erwähnte Milistat ursprünglich die Bezeichnung eines älteren Ortes bei Obermillstatt war und von dort ins Tal „gewandert“ ist. Flussnamen gehören zu den ältesten überlieferten Namen. Der Namenskern von Millstatt kommt vermutlich aus keltischer Zeit und bezeichnet eine Stätte an der Mils. Der Bachname Mils aus einem vorslawischen „Melissa“, bedeutet „Bergbach“ oder „Hügelbach“, womit vermutlich der Riegersbach oder aber auch der Obermillstätter Bach gemeint sein könnte. Vielleicht finden sich in Zukunft in Obermillstatt noch frühe Siedlungsspuren, um diese Frage zu klären.

### Bauern und Grundherren

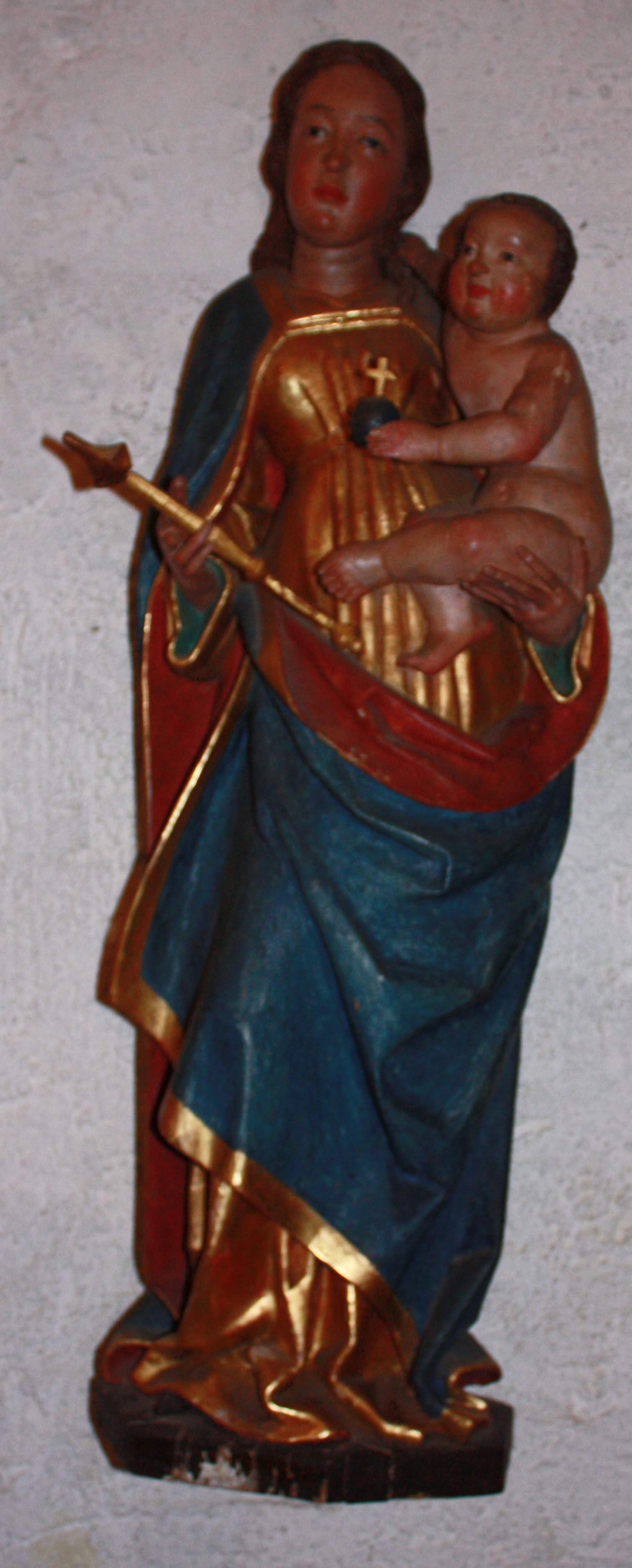
Gotische Muttergottes, die früher in der vom Herzog-Bauer gestifteten Schluchtwirtkapelle stand.

Bereits aus der frühesten erhaltenen Millstätter Urkunde geht hervor, dass Pfalzgraf Aribo II. aus Bayern vor dem Jahre 1060 zwei Kirchen in Millstatt besaß. Mit großer Wahrscheinlichkeit waren damit Millstatt und Obermillstatt gemeint. Im Zuge einer Zehentregulierung tauschte Aribo zur Zeit des salzburgischen Erzbischofs Gebhard von Helfenstein für die Kirche den dritten Teil des Zehents von seinen Gütern und denen seiner Gemahlin Liutkard im Erzbistum Salzburg. Somit war er auch zuständig für das Tauf- und Begräbnisrecht und alle kirchliche Gewalt im dazugehörigen Gebiet. In weiterer Folge schenkte Aribo seine Obermillstätter Besitzungen dem Stift Millstatt, wobei nicht überliefert ist, wie viele Güter es waren. Eine Gründungsurkunde von Millstatt wurde bisher nicht aufgefunden. Die Mönche beendeten die adelige Gutsbewirtschaftung und verteilten die Besitzungen auf abgabepflichtige Bauern. Aus der Benediktinerzeit gibt es viel Urkundenmaterial, in dem auch Erwerbungen in Obermillstatt angeführt werden. 1338 erhielt das Kloster u. a. ein Gut in Obermillstatt und Matzelsdorf von der Stifterin Irmgart von Obermillstatt und ihrer Tochter Sophey. Als Gegenleistung wurde vereinbart: „1 Herrenpfründe auf Lebenszeit, 1 Maß Weizen vom Kasten“. 1339 kaufte das Kloster fünf Äcker in Obermillstatt von einem Ott von Obermillstatt um 15 Mark Aquiläer Pfennig. Von 1364 datiert eine Schenkung einer „halben Hube zu Matzelsdorf“ durch Elsbet Gutmanin und ihrem Vater Friedrich. Gekauft hat das Stift 1415 von Jörg von Lind ein Lehen und fünf Äcker in Obermillstatt um „160 Mark Aquiläer Pfennig u. 6 Pfund Perner“. Durch Lehensverzicht erhielt das Stift 1444 von Christof, Sohn des Heinrich Feichter, ein Haus, zwei Gärten und einen halben Hof in Obermillstatt. Aus der Benediktinerzeit selbst ist keine Aufstellung des Klosterbesitzes vorhanden. Die erste Inventarisierung entstand bei der Übergabe an die Sankt-Georgs-Ritter. Der Urbar von 1470 weist für Obermillstatt einen Stiftsbesitz von 16 Huben, 3 Lehen, 1 Schwaige, 1 Neubruch und 1 Anger auf. Da im Urbar Tschierweg, Großdombra und Lammersdorf extra aufgeführt sind, war Obermillstatt zu dieser Zeit ein recht stattliches Dorf, jedenfalls das größte des Stifts Millstatt.
Die Mehrzahl dieser Zinslehen wurde als Leibgeding vergeben und fiel nach dem Tod des Belehnten wieder an das Kloster zurück. Besonders im 15. Jahrhundert häufen sich Belehnungen, die auch an Söhne und Töchter vererbt werden konnten. Der Zins, abhängig von der Lehensgröße, bestand überwiegend aus Geldleistungen, die meistens zu St. Michael, St. Martin oder St. Georg geleistet werden mussten. In den Millstätter Vergabungen finden sich auch Hinweise auf Obermillstätter Höfe. 1317 erhielt ein Johann von Obermillstatt eine Hube in Matzelsdorf auf Lebenszeit. 1342 wird ein Gut bei Obermillstatt erwähnt. 1447 erhielten Kristan und Margreth Helmesauer „2 Teile von Hof und Turm und Alm zu Obermillstatt“.
In früherer Zeit, er wurde bis ins 19. Jahrhundert erwähnt, gab es in Obermillstatt auch Weinbau. In der Mittelalterlichen Warmzeit (900–1400) dürfte dafür die beste Zeit gewesen sein. Danach wurde es zunehmen kühler. 1444 jedenfalls gab ein Christoph Feichter dem Kloster Millstatt drei gepachtete Weingärten gelegen zu Obermillstatt zurück.

### Die Jesuiten – Abgabenlast und Barock

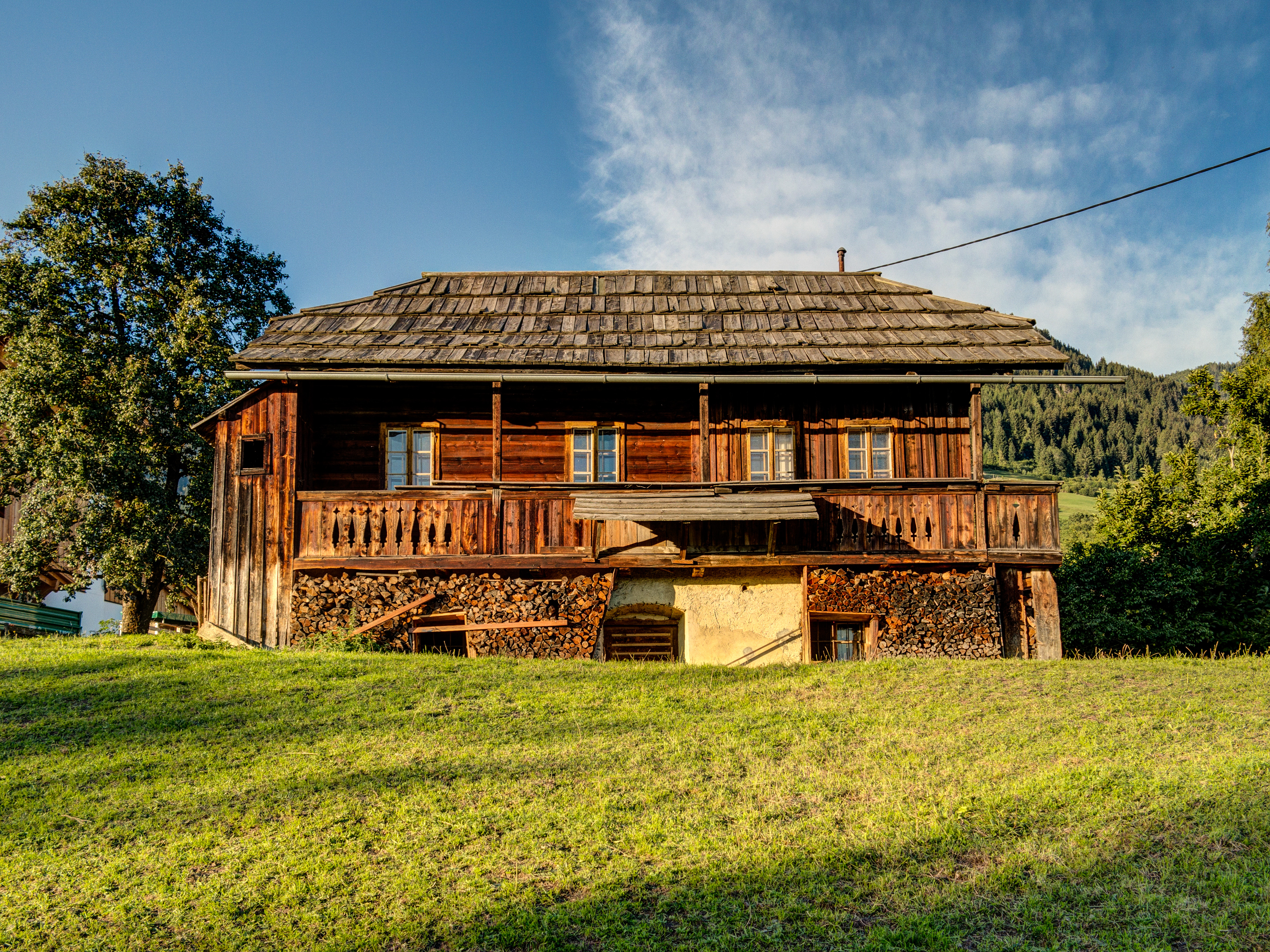
Auszugshaus beim Bartl-Bauer

Als Nachfolger der Georgsritter übernahmen die Jesuiten 1598 das Kloster Millstatt und waren für 187 Jahre auch für die Obermillstätter die Grundherren (siehe auch Millstätter Jesuitenherrschaft). Die 1586 gegründete Grazer Universität wurde von den Jesuiten verwaltet. Die Einnahmen aus der Herrschaft Millstatt und damit auch die Abgaben der Obermillstätter waren dem Ausbau und dem Erhalt der Universität gewidmet. Der oberste Grundherr der Residenz Millstatt war der Pater Rektor der Grazer Uni. Die Jesuiten entfalteten schon bald eine rege Tätigkeit in Millstatt und führten mit rücksichtsloser Konsequenz die Gegenreformation durch, da viele Bewohner der Umgebung zum Protestantismus gewechselt waren. Alle Bürger und Bauern mussten im Jahre 1600 vor eine Kommission treten, die sie über den katholischen Glauben belehrte und vor die Wahl stellte, entweder der protestantischen Lehre zu entsagen und zur katholischen Kirche zurückzukehren oder aber mit Hinterlassung eines Zehntels ihrer Habe innerhalb von drei Monaten (nach Siebenbürgen) auszuwandern. Andererseits versuchten die Jesuiten aber auch das Volk durch friedliche Maßnahmen vom Katholizismus zu überzeugen. Sie inszenierten großartige Feste und beauftragten die prächtige barocke Ausschmückung vieler Kirchen wie auch jener zu Obermillstatt um 1720. Der Kontrast zwischen einer neu erbauten, hell beleuchteten, goldverzierten Kirche und den einfachen, dunklen Rauchstuben der Bauern lässt sich heute mehr erahnen. Da der Orden der Bevölkerung die ihm zustehenden Abgaben (Zehnt und Robot) ohne Rücksichten abverlangte, kam es 1737 zu einem bewaffneten Aufstand der Bauern, der niedergeschlagen wurde. Nach der Aufhebung des Jesuitenordens 1773 wurde der Millstätter Distrikt dem Bistum Gurk eingegliedert und die Besitzungen kamen in die Studienfondsherrschaft, die zwischen 1773 und 1850 durch einen staatlichen Kameralpfleger verwaltet wurde.

### Die Franzosen bringen die Freiheit

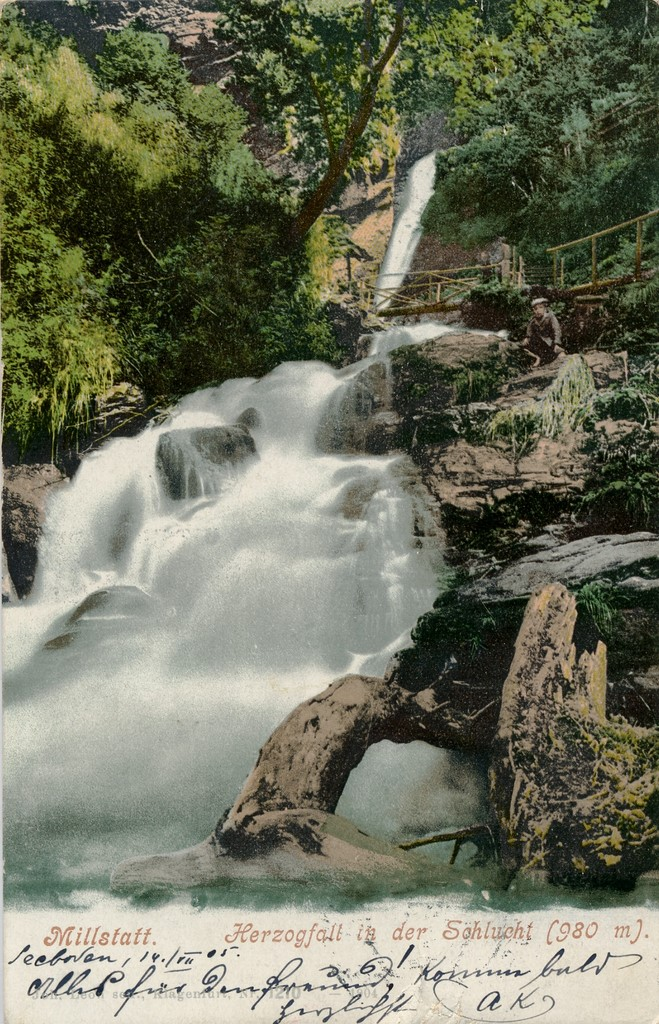
Der Herzogfall um 1904

Nach den Napoleonischen Kriegen (1792 bis 1815) wurde Oberkärnten dem französischen Königreich Illyrien zugeteilt, kam aber schon 1814 mit dem Ende der Herrschaft Napoleons I. wieder in den Besitz der Habsburger. Die erste Landvermessung im Gebiet um Obermillstatt erfolgte in den 1820er Jahren im Zuge der Arbeiten am Franziszeischen Kataster, dessen Ziel die Schaffung einer einheitlichen und gerechten Basis für die Einhebung der Grundsteuer war. Die alten Flurbezeichnungen zu dieser Zeit für die Felder im Süden waren Peinthen, im Osten Tonach, im Norden Leiten, Stronbichel, Angern, Stadlboden und im Westen Stren und Grometen. Die Franzosenzeit brachte nach und nach die Auflösung des alten Untertanen- bzw. Grundherrschaftsverhältnisses. Auch die Obermillstätter Bauern wurden als Folge der Märzrevolution 1848/49 aus dem Bereich der k.k. Staatsherrschaft ausgegliedert. Im Zuge der Bauernbefreiung wurden die Menschen zu freien Bürgern und mit der Aufhebung der Grundherrschaft im Jahr 1848 wurden am Millstätter Berg erstmals Ortsgemeinden gebildet, wodurch es den Steuer- und Katastralgemeinden ermöglicht wurde, im Rahmen der kommunalen Selbstverwaltung sich mit anderen Orten zu einer Ortsgemeinde mit einem zu wählenden Bürgermeister zu vereinigen. In der neuen Ortsgemeinde Millstatt unter dem ersten Bürgermeister Alois Defner vereinigten sich die fünf Katastralgemeinden Millstatt, Großegg, Laubendorf, Obermillstatt und Matzelsdorf.
Schon 1793 versuchten einige Millstätter Gastwirte die Aufhebung der Pfarre Obermillstatt zu erreichen, da durch die Trennung weniger Kirchgänger aus Obermillstatt nach Millstatt kamen. Damit keimten die ersten Gegensätze zwischen Tal- und Bergbewohnern auf, die zur späteren Aufteilung der zwei Gemeinden führte.

### Trennung und Wiedervereinigung von Millstatt und Obermillstatt
Im Februar 1888 unter Bürgermeister Johann Fauner erfolgte die Teilung der bisherigen Großgemeinde in die Ortsgemeinden Obermillstatt mit 4861 ha und 1200 Einwohnern und Millstatt mit 2271 ha und 700 Einwohnern. Der Trennung scheint ein längerer Streit zwischen den Bürgern des Marktes Millstatt und den Bauern am Berg vorausgegangen zu sein. In der Pfarrchronik Matzelsdorf heißt es:
In diesem Jahre wurden die Vorarbeiten zur Trennung der Gemeinde Millstatt in zwei Gemeinden, nämlich Millstatt und Obermillstatt getroffen, und man hofft, dass die Neuwahl zu Weihnachten abgesondert stattfinden wird. Dies geschah meistentheils wegen Überbürdung von seiten mehrerer Marktbewohner durch veranstaltete kostspielige, für die Gebirgsbewohner gänzlich unnütze Straßenbauten durchs Hoffeld und Hofgarten, wozu die Berger zu gleichem Theil mit jenem des Marktes herangezogen worden sind. Die letzte Gemeinderatssitzung zur Aufteilung des gemeinsamen Vermögens war am 2. Mai 1888.
Von 1938 bis 1945 gehörte Obermillstatt zum „Kreis Spittal an der Drau“ im „Reichsgau Kärnten“. Rechtlich zuständig war das Amtsgericht Millstatt, untergeordnet dem Landgericht Klagenfurt und dem Oberlandesgericht Graz. 1934 hatte Obermillstatt 1285 Einwohner, 1939 waren es 1312. Bis zur Wiedervereinigung mit der Gemeinde Millstatt am 1. Jänner 1973 nahmen die Gemeinden eine, vor allem wirtschaftliche getrennte Entwicklung, bei der oftmals kontroversielle Auffassungen gelöst werden mussten, aber auch gemeinsame Ziele verfolgt werden konnten. Die Gemeinde Obermillstatt hatte eine Fläche von 4861 ha. Die Einwohnerzahl war von 1200 auf 1651 (1964) angestiegen. Während ihres Bestandes von 1888 bis 1972 umfasste die Altgemeinde Obermillstatt die Katastralgemeinde Obermillstatt mit den Dörfern Obermillstatt, Lammersdorf, Grantsch und Görtschach, die Katastralgemeinde Laubendorf mit den Dörfern Laubendorf, Gössering, Hohengaß, Öttern, Schwaigerschaft und Tschierweg sowie die Katastralgemeinde Matzelsdorf mit den Dörfern Matzelsdorf, Sappl, Dellach und Pesenthein am Millstätter See. Mit der Reform verlor die Gemeinde Obermillstatt den Dellacher Ortsteil Starfach mit 33 ha und 143 Einwohner an die Gemeinde Radenthein. Radenthein konnte damit seine Seeuferlänger am Millstätter See nahezu verdoppeln. Als Gegenleistung ist nur bekannt, dass Radenthein ein Viertel eines noch offenen Straßenbau-Kredits von 1967 übernahm.

### Früher Fremdenverkehr

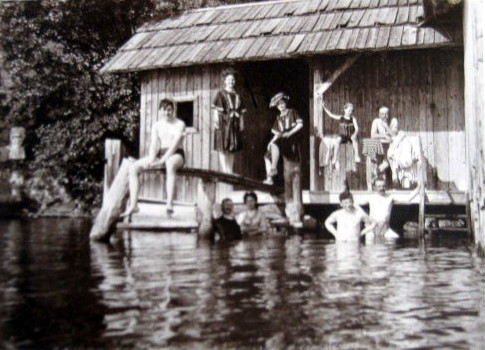
Badegäste in Dellach 1909 (damals Gmd. Obermillstatt)

Ab den 1870er Jahren setzt der Fremdenverkehr in Millstatt ein. 1884 werden erstmals die neu erbauten Villen, aber auch die traditionsreichen und gutgepflegten Bauernhöfe um Millstatt erwähnt. In Fremdenführern und Prospekten werden u. a. Wanderungen in die Dörfer auf dem Millstätter Berg und der Millstätter Alpe besonders wegen der sehr schönen Aussicht empfohlen. Ein beliebter Weg führte durch die Schlucht zum Herzog- und Rautfeldbauerfall. Beliebt war auch der „Hochweg“ zur Rainer-Hube, ein Landgasthaus, die spätere Volksschule. Vulgo Ranner war einst der schönste und größte Obermillstätter Bauernhof mit über 18 ha Grund, davon alleine 5,4 ha „besten Baugrund“ (die Äcker unterm Dorf), Wiesen, Alm und Wald am Lerchriegel, entsprechende Nachbarschaftsanteile und eigener großer Mühle. Der Hof stand ab 1877 zum Verkauf. Aus Haus und Hofgarten wurde die Volksschule und aus dem landwirtschaftlichen Teil der vlg Ranner (das jetziges Gemeinschaftshaus). Der Ranner wurde 1903 zwangsversteigert, da die Bauersleute jung starben und niemand das Erbe der noch jungen Kinder retten wollte.
Die ersten Sommergäste am Berg waren beim Gasthaus Rainer. Schon 1877 hieß es: Das Gasthaus wird im Sommer von Badegästen erfreulich besucht. Von frühen Touristennächtigungen am früheren Gemeindegebiet Obermillstatt wird 1900 aus Dellach berichtet. Der Fremdenverkehr bot neue Arbeitsmöglichkeiten, die zuweilen auch gefährlich waren. Die meisten Dorfbewohner konnten bis weit in das 20. Jahrhundert nicht schwimmen. 1889 ertrank eine Wäscherin aus Obermillstatt, die ins tiefe Wasser kam, was ein Anlassfall war, Behörden aufzufordern „für sichere Badestellen für die ärmere Bevölkerung Sorge zu tragen“.

### Erster Weltkrieg

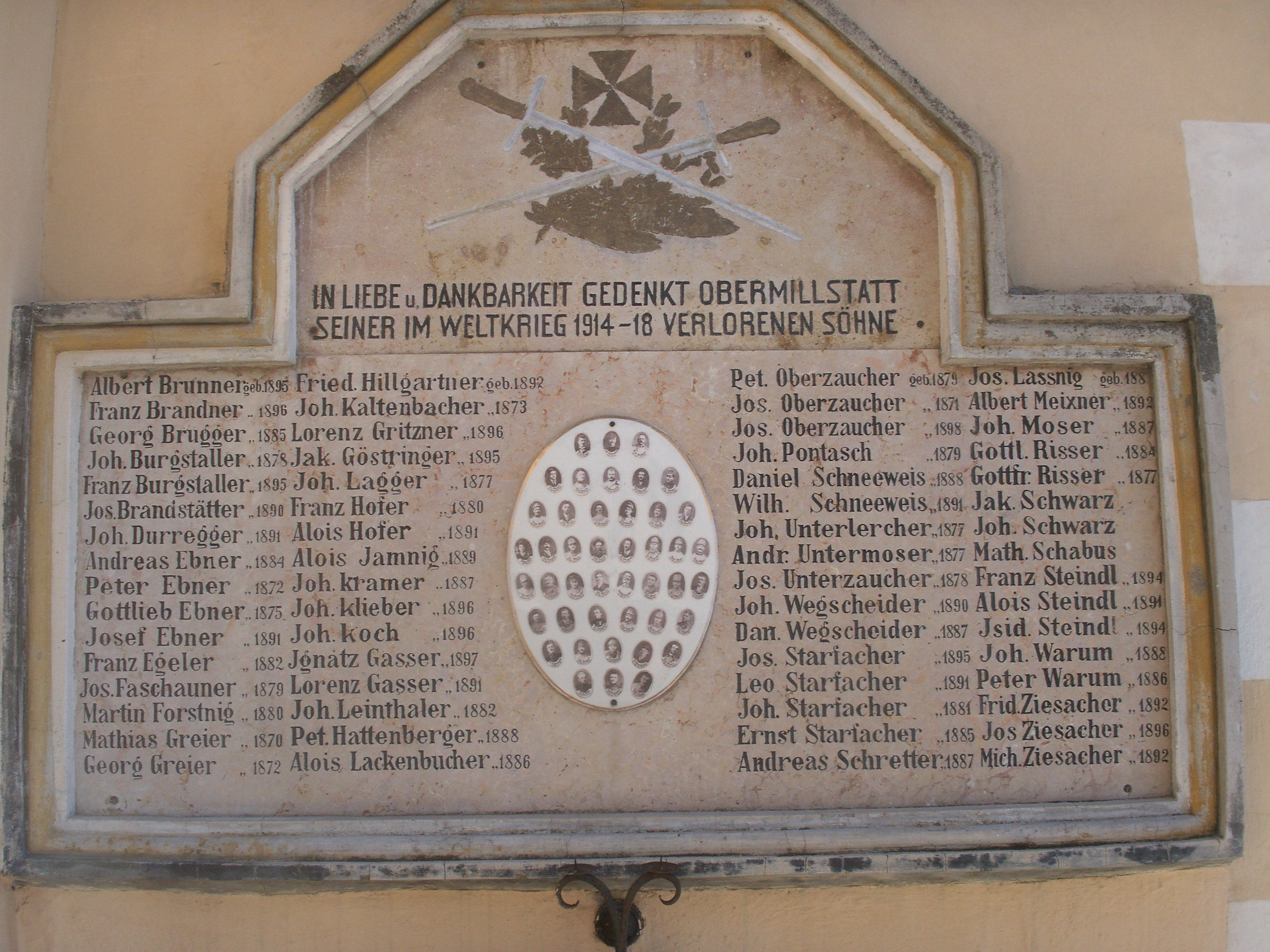
Kriegerdenkmal für die Gefallenen im Ersten Weltkrieg

Mit dem Ersten Weltkrieg kam der erste große Einbruch im aufkommenden Fremdenverkehr. Da in Millstatt die Gäste ausblieben, war auch der Bedarf an landwirtschaftlichen Erzeugnissen stark gesunken. Die Gemeinde Obermillstatt verlor im Krieg 66 Männer. Soldaten aus Obermillstatt wurden bevorzugt zur österreichisch-italienischen Front am Isonzo eingezogen.
Die Zeit um den Ersten Weltkrieg war auch für die Bauern schwierig. Von Viehseuchen blieb der Millstätter Berg wie andere Teile Kärntens nicht verschont. Immer wieder flammte die Räude auf. Stärkere Jahre waren 1897, 1917, besonders 1919 oder 1946. Der Rauschbrand grassierte 1902, 1915 und 1932. 1911 begannen ein Jahrzehnt, in dem immer wieder die Maul- und Klauenseuche auftrat. In den späten 1920er Jahren meldete die Wiener Zeitung einige Jahre lang Fälle von Schweinerotlauf. 1905 wurde von einer Maikäferplage in Millstatt und Obermillstatt berichtet.
In der Zwischenkriegszeit erholte sich der Fremdenverkehr schnell. 1924 wurde die Straße von Millstatt nach Obermillstatt gebaut und ersetzte den alten Hohlweg. Ein Stück ist noch heute neben dem Kalvarienberg erhalten. Die ersten Autos kamen nach Obermillstatt. Ab 1930 gab es bereits am gesamten Millstätter Berg Fremdenzimmer.

### Weltwirtschaftskrise

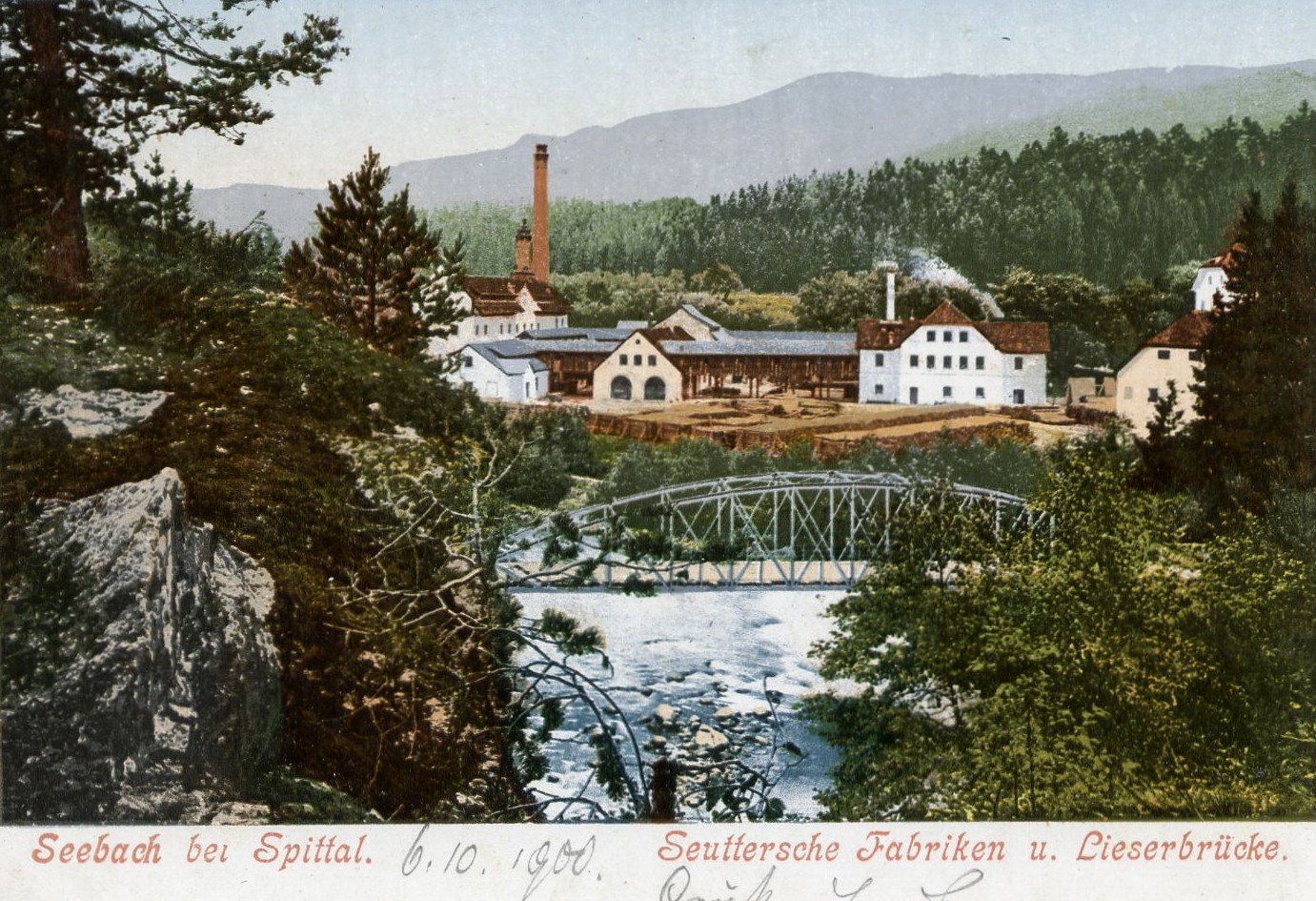
Von illegalen Nazis am 29. Juni 1934 gesprengt Lieserbrücke in Seebach

Der verlorene Erste Weltkrieg mit dem Ende der Monarchie hatte massive wirtschaftliche Auswirkungen. 1921/22 wurde durch die große Inflation das Bargeld wertlos. 1925 kam die Umwechslung von Kronen in Schilling. Ein Höhepunkt der Weltwirtschaftskrise in Österreich war die Pleite der größten Bank, der Creditanstalt im Sommer 1931. Im Herbst gab es einen Versuch der christlichsozialen bzw. nationalen Heimwehr, die Macht in Österreich durch einen Putsch zu übernehmen. Vor dem Hintergrund dieser labilen Situation fanden am 24. April 1932 in einigen Bundesländern Landtags- bzw. Gemeindewahlen statt, wobei die NSDAP auf Kosten von Großdeutscher Volkspartei und Landbund massiv gewann. Dabei konnte die NSDAP im österreichweiten Vergleich in Kärnten nicht nur in den Städten, sondern auch in den Landgemeinden die größten Erfolge erzielen. 1930 lag die NSDAP österreichweit erst bei 3 %. In Obermillstatt erzielte sie 15,7 %, das waren 3 von 16 Mandaten.

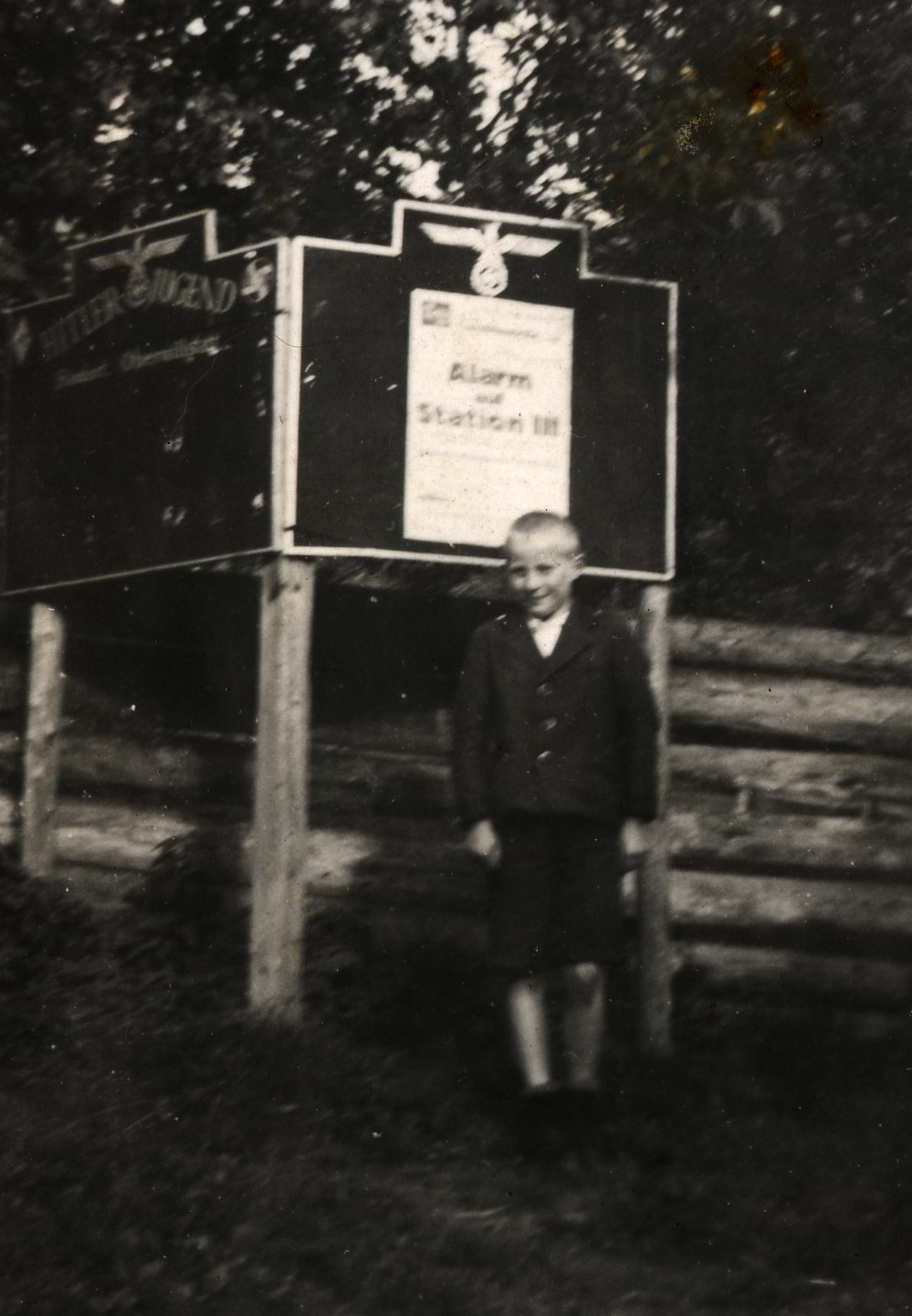
Anschlagtafel der Hitlerjugend am Dorfplatz in Obermillstatt

Die braune Propaganda war stark und wurde von vielen geglaubt. Man hoffte auf Arbeitsplätze. Als Folge der Wirtschaftskrise gab es aus dem benachbarten Fremdenverkehrsort Millstatt immer weniger Nachfrage nach landwirtschaftlichen Produkten zur Versorgung der Sommerfrischler. Auch Hauspersonal wurde kaum mehr gebraucht. Die mit dem Tourismus verbundenen Nebengewerbe wie der Baubereich konnten wegen mangelnder Aufträge keine Arbeitskräfte aufnehmen. Das Auspendeln in andere Orte, wie in die rund 12 Kilometer entfernte Bezirkshauptstadt Spittal an der Drau war mit stundenlangen Fußmärschen verbunden, die nur wenige auf sich nahmen. Die tägliche Heimkehr war für viele wichtig, da Handwerker zum Überleben zumindest eine kleine Nebenerwerbslandwirtschaft brauchten. Auch im Radentheiner Magnesitwerk bzw. im „Bruch“, dem Magnesitbergbau auf der Millstätter Alpe, wurden Arbeitsplätze reduziert. Obwohl die Arbeit dort schwer war und die Männer sogar im Winter mit Schneeschuhen zu Fuß über die Millstätter Hütte zum Abbaugebiet gingen und erst nach einer Woche wieder für zwei Tage heimkamen, galt eine Beschäftigung dort als sehr gut. Unter dem Eindruck der Arbeitslosigkeit sahen besonders die jungen Männer im Nationalsozialismus die Rettung. Es wird von Langzeitarbeitslosen berichtet, die sich über Jahre ohne Entlohnung nur für die Verpflegung bei Bauern verdingten und sich entsprechend ausgebeutet fühlten. Anfang 1933 wird von einem Hungermarsch der Spittaler Arbeitslosen berichtet.
Aber auch den Bauern ging es wirtschaftlich nicht besonders gut und die Nationalsozialisten lockten mit Versprechungen wie einer vollkommenen Entschuldung, Subventionen (Heimatschilling), Ankauf überschüssigen Viehes und sonstigen wirtschaftlichen Vorteilen eines gemeinsamen Großdeutschen Reiches. Die protestantische Religion sollte der katholischen als Staatsreligion gleichgestellt werden. Ehemalige reichsdeutsche Soldaten wurden ermutigt, in Österreich Höfe zu kaufen, die als erste nationalsozialistische Zellen zur Verbreitung von Propagandamaterial dienten. Nach dem Aufbau der bis 1933 legalen Parteistrukturen kam es zu Wirtschaftsboykotten. Nazis waren angehalten, vaterländisch eingestellte Geschäftsleute oder Bauern zu meiden und sie möglichst zu schädigen. Um die Anhänger entsprechend aufzuhetzen, gab es geheime nächtliche Zusammentreffen, von denen auch in der Obermillstätter Gegend berichtet wird. Da die NSDAP bei der Auswahl des Personals auf keine geeigneten Personalressourcen zugreifen konnte, war man nicht wählerisch. Kriminelle konnten leicht Karriere machen. Der SA-Sturmführer von Millstatt hatte fünf Vorstrafen, sein Stellvertreter drei Verurteilungen wegen schweren Betrugs.

### „Brauner Terror“ und Juliputsch

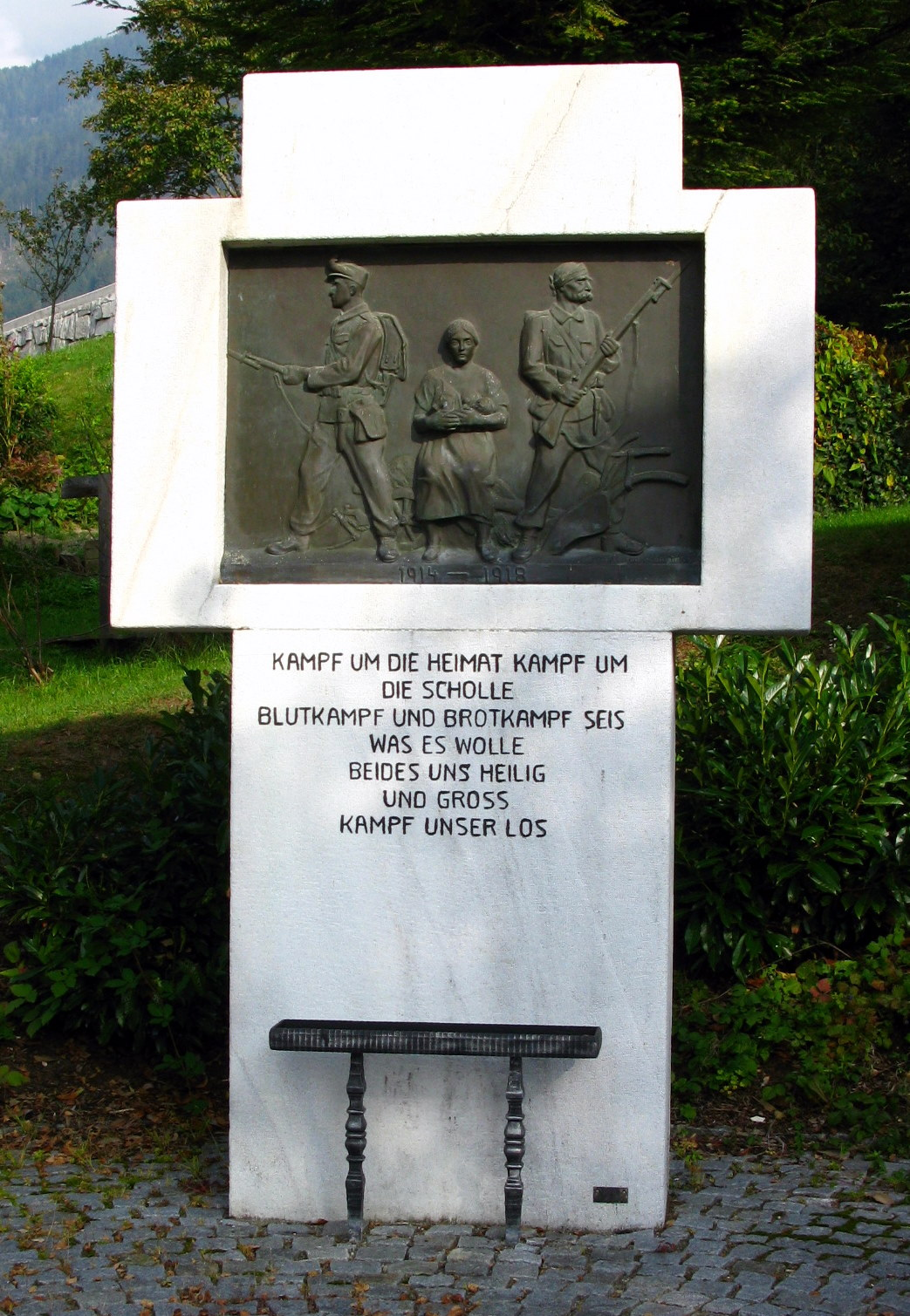
Kriegerdenkmal von 1937

Anfang 1933 kam Adolf Hitler in Deutschland an die Macht, was die österreichischen Nationalsozialisten in ihrem Eifer massiv bestärkte. Im März 1933 verhinderte der christlichsoziale Kanzler Engelbert Dollfuß das Wiederzusammentreten des Parlaments und nutzte dies für einen Staatsstreich zur Etablierung eines Ständestaats. Die Nazi-Terroraktionen nahmen massiv zu, was im Juni 1933 zu einem Verbot der NSDAP durch das Dollfuß-Regime führte. Bis 1938 starben österreichweit ca. 800 Menschen am Terror der illegalen NSDAP, wobei 164 während des Juliputsches ums Leben kamen und 636 zum Teil schwer verletzt oder materiell erheblich geschädigt wurden. Spätestens ab der Tausend-Mark-Sperre die Nazideutschland 1933 zur Schädigung des österreichischen Tourismus verhängte, waren die wirtschaftlichen Schwierigkeiten auch bei den Obermillstättern stark spürbar. Nur mehr ganz wenige Deutsche waren bereit, diese Einreisegebühr, in heutigem Geldwert etwa 3900 Euro, auf sich zu nehmen.

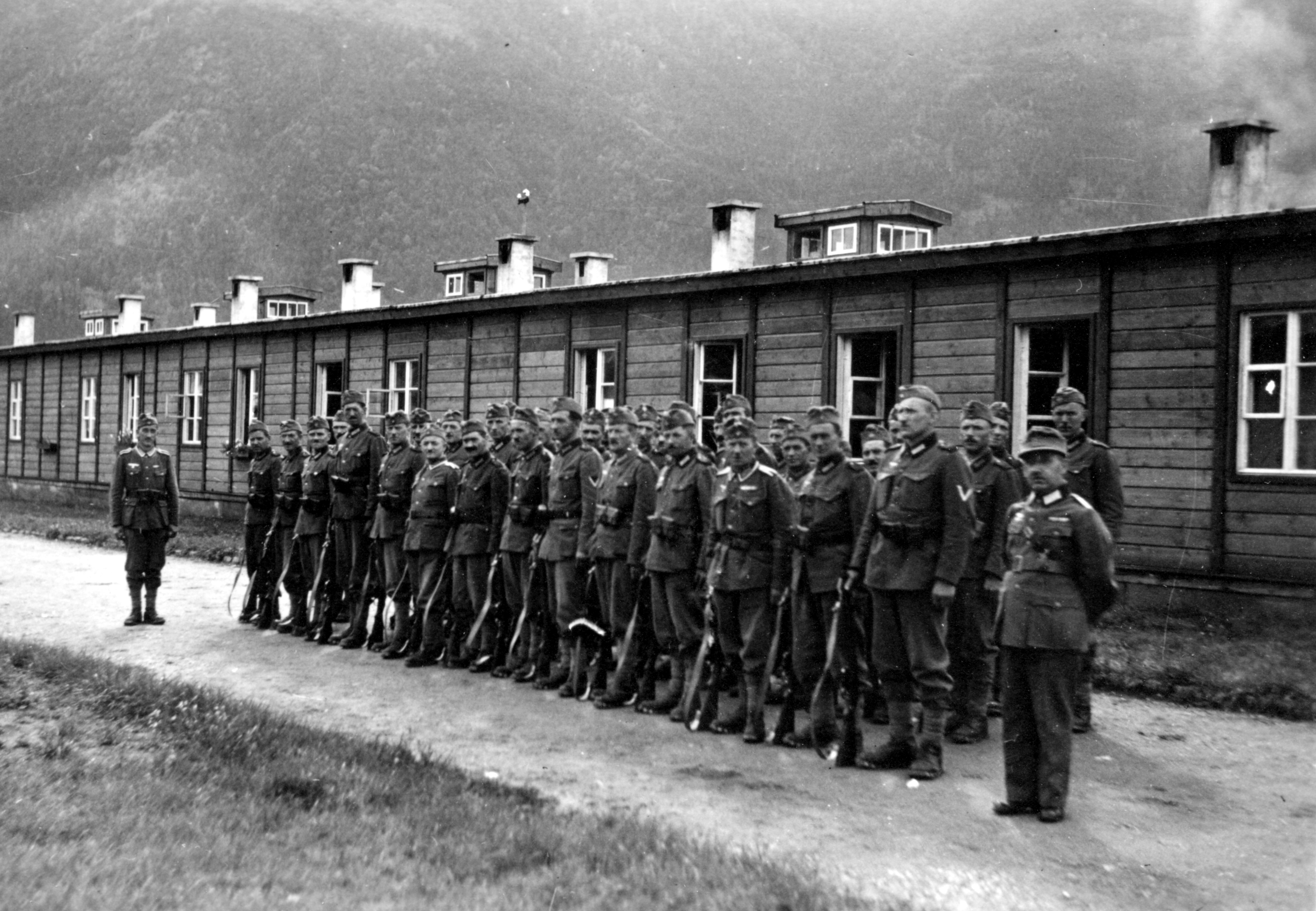
Rekruten der Wehrmacht u. a. aus Obermillstatt warten in der Kaserne in Spittal auf den Abtransport zum Kampfeinsatz

Im Gebiet um den Millstätter See gab es ab Mai 1934 laufend Kämpfe zwischen den Formationen der Parteien und Festnahmen von Anhängern der NSDAP. Laut Zeitzeugen waren die politischen Aktionen der Nazis in der Gemeinde Obermillstatt Anfang der 1930er Jahre noch relativ harmlos. Es gab Hakenkreuzschmierereien, Hakenkreuzbeflaggung an markanten Stellen im Wald z. B. am Sauterbichl bei Sappl, oder auf Bergen abgebrannte Feuer in Hakenkreuzform auf Mirnock, Goldeck oder Gmeineck. Auch hob man einmal einen Leiterwagen eines katholischen Bauern in Görtschach auf dessen Holzhüttendach, sodass dieser am nächsten Tag größte Mühe hatte, den Wagen wieder herunter zu bekommen.
In der Nacht zum 29. Juni 1934 gab es erstmals schwere Sachbeschädigungen mit gestohlenem Sprengstoff aus dem Magnesitwerk Radenthein. Zwecks Einschüchterung politischer Gegner sprengten Anhänger der nun verbotenen NSDAP das neuerbaute Wohnhaus des ständestaatlich eingestellten Fabriksarbeiters Stefan Steurer in Dellach, das damals zur Gemeinde Obermillstatt gehörte. In derselben Nacht erfolgte der bis dato größte Terroranschlag in Kärnten, die Sprengung der großen, eisernen Lieserbrücke bei Seebach, wodurch das Millstätter Seegebiet vorübergehend vom Anschluss zur Eisenbahn abgeschnitten war. Am Wörthersee scheiterte ein Anschlag auf den Wiener D-Zug. Beide Aktionen waren dezidiert darauf ausgerichtet, auch noch dem Inlandsfremdenverkehr zu schaden.
Einen knappen Monat später, zwischen 25. und 30. Juli 1934, gab es einen groß angelegten nationalsozialistischen Umsturzversuch. Man geht davon aus, dass Hitler persönlich der Initiator war. In Wien überfielen als Soldaten des Bundesheeres sowie als Polizisten verkleidete SS-Männern das Bundeskanzleramt sowie die RAVAG und erzwangen eine Falschmeldung im Radio, die das vereinbarte Signal war, auf das hin Nationalsozialisten in ganz Österreich mit einer „Erhebung“ beginnen sollten. Besonders in der Steiermark und Kärnten kam es in den folgenden Tagen zu teils heftigen Gefechten zwischen den Nationalsozialisten und den Streitkräften der Bundesregierung, Bundesheer, Polizei, Gendarmerie und selbstständig operierende Einheiten „regierungstreuer“ Wehrverbände, der Heimwehr. In diesen Tagen wurden auch Freiwillige Schutzkorps wie die Ostmärkische Sturmscharen mobilisiert.
Wie in ganz Kärnten gab es auch in Millstatt Kämpfe. Am 27. Juli um vier Uhr morgens kamen ca. fünfzig schwer bewaffnete Nazi-Putschisten auf der Straße aus Radenthein, eröffneten das Feuer und nahmen die zwei Millstätter Gendarmen und fünf Schutzkorps-Leute, die sich ihnen entgegenstellten, gefangen. Sie betätigten die Sirene, um andere auf den Putsch wartende Nazis zu informieren, und befreiten die Millstätter und Obermillstätter, die seit den Sprengstoffanschlägen im Gemeindekotter einsaßen. Um fünf Uhr dreißig kamen die ersten 20 Alpenjäger des Bundesheeres aus Spittal, befreiten Gendarmen und Schuko-Leute und vertrieben die Putschisten in die Wälder östlich des Ortes. Sie wagten jedoch keinen Angriff mehr, obwohl sie einstweilen auf ca. 300 Personen aus dem Umland sowie dem Kirchheimer- und Gegendtal angewachsen waren, und flüchteten durch die Wälder. Insgesamt starben ein Alpenjäger und zwei Heimwehrmänner. In ganz Österreich wurde der Putsch bis zum 30. Juli niedergeschlagen. Rund 4000 Nationalsozialisten wurden von Militärgerichten abgeurteilt, 13 hingerichtet, viele in Anhaltelager eingewiesen. Aus der Gemeinde Obermillstatt wurden sechs Personen (u. a. ein Bauer, ein Hilfsarbeiter, zwei Landarbeiter) ins Anhaltelager Wöllersdorf in Niederösterreich deportiert und waren dort ca. ein halbes Jahr in Gefangenschaft. Reichere Nazis, z. B. Wirtshaussöhne, flohen ins Deutsche Reich nach Bayern zur Österreichischen Legion.
Das Erliegen des Fremdenverkehrs durch die politischen Kämpfe der Jahre 1933 und 1934 hatte zur Folge, dass die Gemeinde Millstatt mit allen Betrieben in Konkurs ging und unter Zwangsverwaltung der Hypothekenanstalt Klagenfurt gestellt wurde, deren örtlicher Vollstrecker Josef Pleikner war. Da viele Obermillstätter direkt oder indirekt vom Fremdenverkehr lebten, wurde die Sitiutation prekär. Am 24. Juli 1937 beschloss der Obermillstätter Gemeinderat die Aufstellung eines Kriegerdenkmals. Das weiße Kreuz aus Marmor mit einem Relief wurde von Friedrich Gornik geschaffen und mit einem Text von Guido Zernatto versehen. 1938 ereignete sich ein spektakulärer Unfall. Ein Auto aus Klagenfurt stürzte 40 m in die Schlucht.

### Der „Anschluss“ 1938 und wieder Krieg

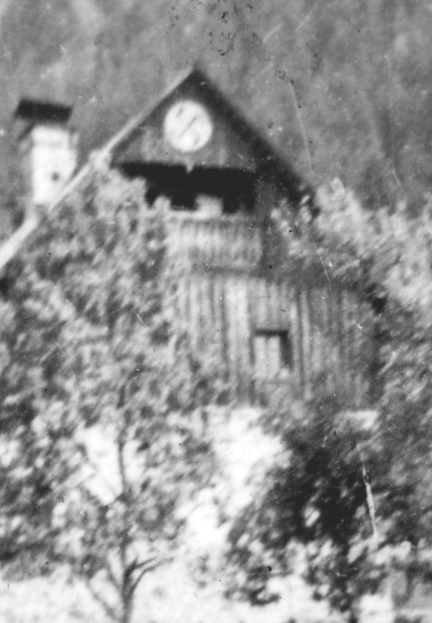
Aufgemaltes Bekenntnis zum Nationalsozialismus (1938–1945)

Anfang März 1938 gab es in einigen Kärntner Städten wie auch in Spittal von der Vaterländischen Front organisierte Kundgebungen, um den unerschütterlichen Willen zur Aufrechterhaltung der Selbständigkeit des Vaterlandes Österreich zu demonstrieren. Aber die überwältigende Mehrheit wollte lieber ein Teil von Hitlerdeutschland werden. Mit dem Anschluss Österreichs am 13. März 1938 meldete der Kärntner Landespressedienst: Ein Zeit des Friedens, der Sauberkeit und des Wohlstandes bricht an. Nun wurde es möglich, sich offen zum Nationalsozialismus zu bekennen. Da und dort wurden Hakenkreuze weithin sichtbar auf die Häuser gemalt. Die Judendeportation merkte man aber auch im Bergdorf. In Spittal gab es die jüdischen Geschäfte nicht mehr, die man ab und an am Sonntag nach der Kirche besuchte, auch wenn es ein stundenlanger Fußmarsch war. Bereits am 18. August wurden die Burschen des Geburtsjahrgangs 1917 zur Stellung bei der deutschen Wehrmacht in die Hauptschule Radenthein einberufen. Die Zeit der verdeckten Kriegsvorbereitung 1938/1939 bleibt die erste und einzige Phase des wirtschaftlichen Aufschwungs. Die Beteiligung der Dorfbewohner an den entsprechenden Vorfeldorganisationen wie Hitler-Jugend, Sturmabteilung (SA), Bund Deutscher Mädel (BDM) oder der Ortsbauernschaft wurde verpflichtend. Es gab immer wieder ideologisch ausgerichtete Veranstaltungen in Obermillstatt bzw. Millstatt. Die Kreisfrauenschaft organisierte beispielsweise mehrwöchige Webkurse, „damit alte bäuerliche Arbeit wieder aufzuleben beginnt.“ 1939 hielt der NSDAP Kreisredner Edi Rauter aus Radenthein im Millstätter Rittersaal einen Vortrag über „Blut und Boden“. Im Anschluss lief der „Gaufilm“ „SA-Mann Brand“, am Nachmittag auch für die Volksschüler von Millstatt und Obermillstatt. Im Februar 1943 gab es in Döbriach eine „Großkundgebung“, bei der der Kreisleiter anwesend war. Anlass war das überaus „gute Ergebnis der gaueigenen Straßensammlung“ (Wintersammlung) der Ortsgruppen Döbriach und Obermillstatt. Wie Zeitzeugen berichten, erfolgte das Spenden unter einem gewissen Nachdruck. Man ging in Gruppen von Haus zu Haus.

### Zwangsarbeit im Arbeitsmaidenlager

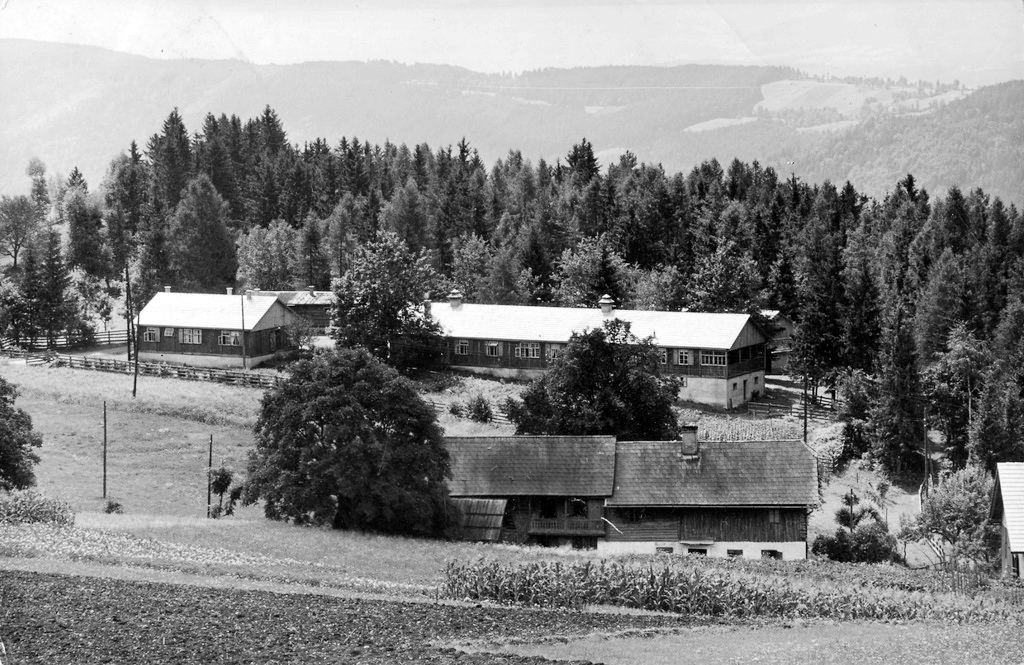
Frühes BDM-Lager an dessen Stelle heute die Volksschule steht

Die Bauern, im Nationalsozialismus als Reichsnährstand bezeichnet, waren streng hierarchisch organisiert und wurden gefördert, um das Deutsche Reich möglichst unabhängig vom Ausland zu machen. Grundsätzlich herrschte Arbeitszwang und die freie Berufswahl war weitgehend eingeschränkt. Junge Männer und Frauen wurden für ein halbes Jahr zum unbezahlten Reichsarbeitsdienst (RAD) eingezogen. Bereits im Juni 1938 wurden Pläne für elf Reichsarbeitsdienstlager in Kärnten bekannt, wobei es anfangs um die Flussregulierungen, Trockenlegung von Mooren und den Bau von Wegen ging. In Obermillstatt entstand das zwölfte Kärntner RAD Lager mit der Nummer 4/224 speziell für junge Frauen. Wer hinter der Standortwahl für das Arbeitsmaidenlager im Ort stand, ist unbekannt. Insbesondere für die nationalsozialistischen Bauern des Millstätter Berges waren die Gratisarbeitskräfte von großem wirtschaftlichen Nutzen. Als katholisch eingestufte Bauern oder Keuschlern, wo die Männer im Krieg waren, wurden bei der Zuteilung der Arbeitskräfte nicht berücksichtigt. Im RAD-Mädchenlager befanden sich durchschnittlich 40 bis 50 Frauen, die bei den Bauern in den umliegenden Dörfern landwirtschaftliche Arbeiten zu verrichten hatten. Die anstrengende Arbeit am Feld, im Stall und auf der Alm sah die NS-Propaganda naturgemäß positiv: KDF nahm die Jugend in Betreuung und verschaffte viele fröhliche und aufklärende Stunden. Im Lager gab es immer wieder Feierlichkeiten z. B. am Muttertag. Bei dieser Gelegenheit verlieh der Ortsgruppenleiter Ehrenkreuze. Mit dem fortschreitenden Krieg kamen Zwangsarbeiterinnen dazu. Im Laufe des Krieges wurden auch Kriegsgefangene zur Arbeit eingesetzt. An der Stelle des ehemaligen Lagers, umgangssprachlich „Bei den Baracken“ genannt, wurde 1977 die neue Volksschule von Obermillstatt errichtet.
Auch in Obermillstatt wird von den üblichen NS-Verboten berichtet, wie das Abhören ausländischer Radiosender wie der BBC oder der Besuch des Religionsunterrichts. Während die einen endlich Arbeit erhofften, sahen andere auch die Chance, durch Abschiebung der Nichtsystemkonformen in die Ukraine ihren Grundbesitz zu vergrößern. Besondere Nazi-Karrieren aus der Gemeinde sind nicht bekannt. Es gab militante HJ-Führer, einige SAler, die auf der Dorfstraße patrouillierten, aber auch freiwillige SS-Mitglieder. Für alle kam bald die Ernüchterung. Im Zweiten Weltkrieg verlor die Gemeinde 68 Männer. Kaum eine Familie hatte keine Opfer zu beklagen. Die meisten Männer der Umgebung wurden auf den Balkan eingezogen. Trotz der vielen Heldentod-Anzeigen in den Zeitungen wurde auch in der späten Phase des Krieges an den Ritualen festgehalten. Noch im August 1944 übergab der Stellv. Gauleiter dem Obermillstätter Ortsgruppenleiter feierlich die Hoheitsfahne für seine Gruppe. Wie groß der Druck durch die örtlichen Nazis war, zeigt der geschlossene Beitritt aller wehrfähigen Männer der Ortsgruppen Obermillstatt und Millstatt zur nationalsozialistischen Hilfspolizei SA einige Wochen später.
Der Ort selbst wurde durch kriegerische Ereignisse nicht in Mitleidenschaft gezogen. Zeitzeugen berichten nur von überfliegenden britischen oder amerikanischen Bomberverbänden, die die Eisenbahn im Drautal und die Städte Villach und Klagenfurt bombardierten. In klaren Bombennächten war in der Ferne das Abwerfen der „Christbäume“ - Leuchtbomben zur Zielmarkierung - zu sehen. Auf das verdunkelte Obermillstatt fiel nur einmal ein leerer Benzintank herunter. Während des Krieges gab es neben dem sehr schwachen Fremdenverkehr amtlich angeordnete Einquartierungen. In Millstatt und Umgebung wurden mehrere Lager der Kinderlandverschickung für ca. 500 Kinder von ausgebombten Familien aus Berlin eingerichtet.

### Besatzungszeit
Die Befreiung Obermillstatts von den Nationalsozialisten erfolgte durch die Engländer. Der Ort war in der Besatzungszeit unter britischer Verwaltung. Zur Versorgung der Truppen hatte die einheimische Bevölkerung Lebensmittel abzuliefern. Zeitzeugen zeichnen ein insgesamt positives Bild von den Engländern, die immer wieder Lebensmittel wie getrocknete Früchte, Mandarinen, Feigen oder Zuckerln verteilten. Auf der Suche nach von Einheimischen versteckten oder vom Balkan kommende durchziehende flüchtende Nationalsozialisten durchkämmten die Briten immer wieder Obermillstatt und fuhren gelegentlich mit ihren Jeeps auf die Millstätter Alpe. Das Hauptquartier der Engländer war das Schloss Heroldeck in Millstatt. Die Einheimischen hatten die Soldaten mit Lebensmittel zu versorgen. Im Pfarrhof Obermillstatt waren einige Zeit Flüchtlinge einquartiert.

### Nachkriegszeit
Nach dem Krieg begann man die Strom- und Trinkwasserversorgung aufzubauen. Die Kärntner Seen waren bei den Touristen aus Deutschland außerordentlich beliebt, da die Anreise mit dem Auto ohne zu große Strapazen möglich war. Die Kapazitäten der Hotels am See reichten nicht aus und die Privatzimmervermietung erlebte einen unglaublichen Boom. 1961 kaufte die Gemeinde Obermillstatt vom Magnesitwerk Radenthein die Traumvilla und hatte damit ein eigenes Strandbad in Dellach am See. Der Massentourismus führte allerdings auch zu Abwasserproblemen. Der Millstätter See hatte 1967 erstmals einen Rotalgenbefall. Der Bau einer Ringkanalisation wurde von allen Anrainergemeinden beschlossen. Der Anschluss der ersten Häuser an die Ringkanalisation begann in Obermillstatt um 1975. Seit den 1980er Jahren hat die Privatzimmervermietung stark an Bedeutung verloren. Der Millstätter See hat wieder Trinkwasserqualität. Seit einigen Jahren liegt der Schwerpunkt wieder beim sanften, naturbezogenen Tourismus. Der touristische Leitbetrieb ist das Bio-Hotel Alpenrose, das schon seit 1964 einen „biologisch ausgerichteten“ Hotelbetrieb führt.

## Die Obermillstätter Bürgermeister
Zwischen 1889 und 1973, über 84 Jahre, war Obermillstatt eine eigenständige Gemeinde. Der erste Obermillstätter Bürgermeister von 1889 bis 1893 war Hofer Jakob vulgo Leonhard. Auf ihn folgen Josef Sixt aus Obermillstatt Nr. 17 (1893–1928), Michael Moser vulgo Hansbauer aus Obermillstatt (1928, 2 Monate), Franz Hohengasser vulgo Tomenjockl in Hohengaß (1928–1930), Michael Moser vulgo Hansbauer in Obermillstatt (1930–1933), Johann Moser vulgo Weixler in Tschierweg (1933–1937), Stefan Schmölzer vulgo Tscherfler in Grantsch (1937–1938) und Johann Moser vulgo Weixler in Tschierweg (1938). Er wurde nach 3 Monaten wegen unglaublich ausfälligen Angriffen gegen die Vaterländische Front des Amtes enthoben. Auf ihn folgten Friedrich Burgstaller vulgo Burgstaller in Laubendorf (1938–1942), Johann Lackenbucher vulgo Dietrich in Sappl (1942–1945), Stefan Schmölzer vulgo Tscherfler in Grantsch (1945–1946), Josef Klinar vulgo Sappler in Laubendorf (1946–1957), Jakob Brugger vulgo Türk in Lammersdorf (1957, 7 Monate), Franz Seiser aus Dellach Nr. 20 (1957–1968), Jakob Leinthaler, Lammersdorf (1968 – zur Gemeindezusammenlegung mit Millstatt am 1. Jänner 1973). Sie waren Parteiangehörige der Christlichsozialen Partei bzw. ihrer Nachfolgepartei der Österreichischen Volkspartei und der NSDAP.

## PfarreSt. Johann Baptistzu Obermillstatt

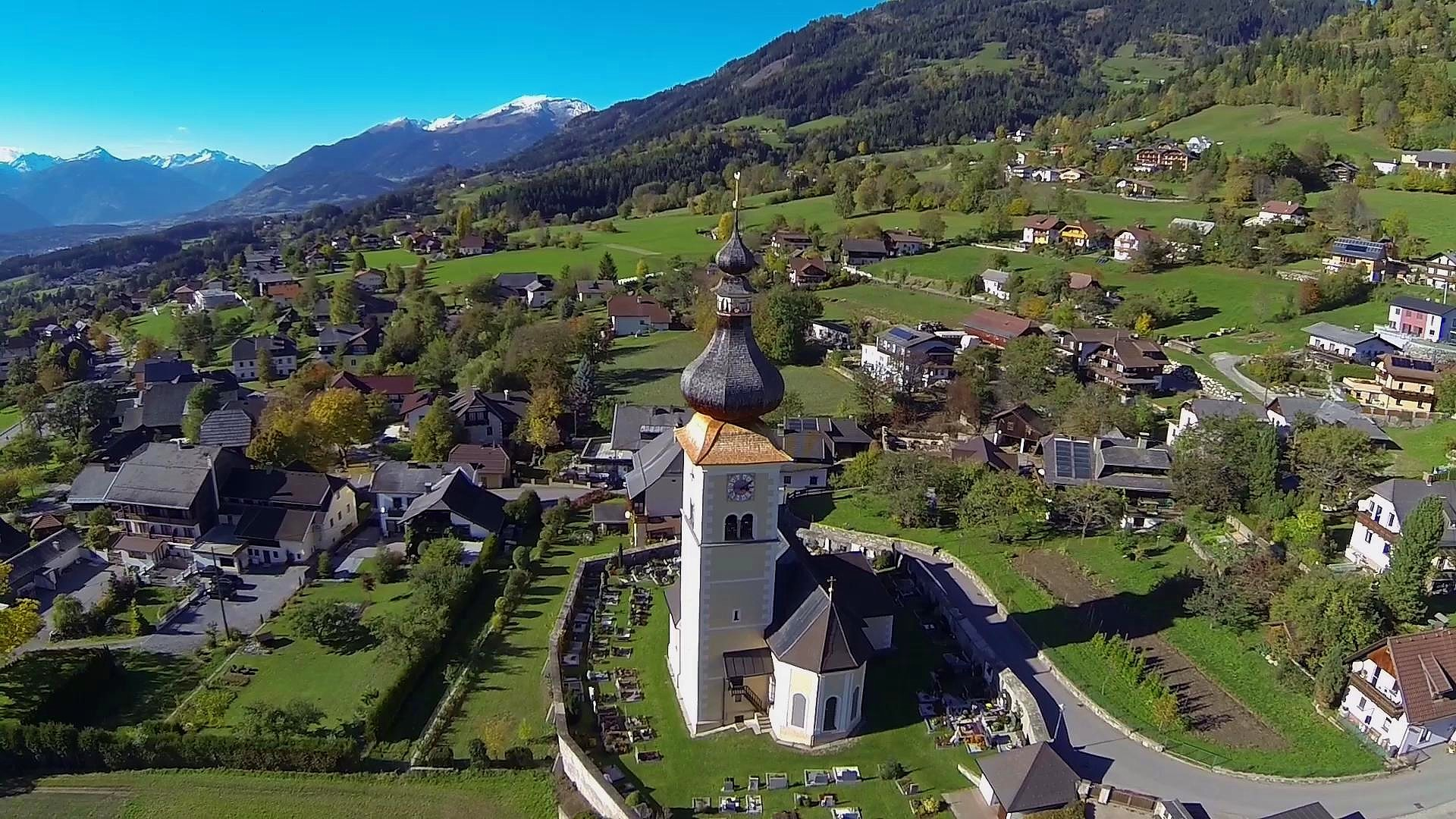
Luftbild Kirche 2013

Um 1205 wird die Plebs sancti Johannis (Pfarre des Hl. Johannes) erwähnt. Aufgrund der Nähe zur Kirche von Millstatt war Obermillstatt lange keine eigenständige Pfarre und wurde daher als Gotteshaus oder Kirche bezeichnet. Daneben ist von Obermillstatt auch in anderem Zusammenhang die Rede. 1463 wird in Millstatt eine Laienbruderschaft gegründet, die auch in Obermillstatt Mitglieder hatte. In der Satzung heißt es: „Stirbt ein elender Mensch aus der Pfarre, so soll für ihn in Millstatt oder bei St. Johann (Obermillstatt) ein Seelenamt gelesen werden.“
1614 wurde die Obermillstätter Kirche auf Befehl der Obrigkeit renoviert. 1669 ist das Gotteshaus noch als eine der vielen Millstätter Filialkirchen von St. Salvator angeführt, was auch noch 1781 der Fall war. Andere Millstätter Filialen waren Starfach, Münichsberg (Insberg), Lengholz, Obergottesfeld, Penk, Plinz (Platz) und Puch (Oberpuch).

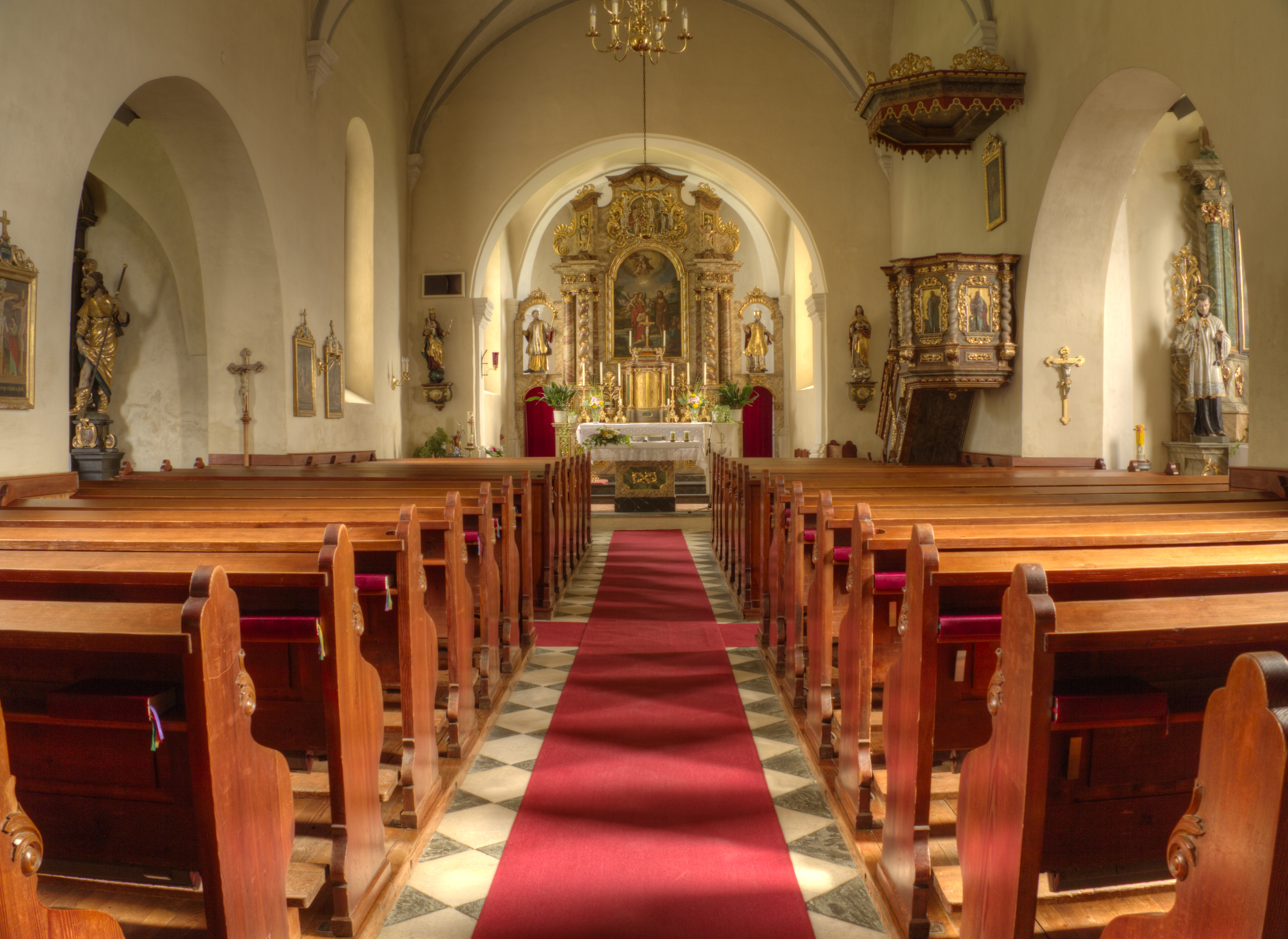
Kirchenraum mit barockem Altar von 1720

Von 1780 ist überliefert, dass in Obermillstatt fast alle vier Tage ein Gottesdienst gefeiert wurde, außerdem fanden Wettersegenmessen, Trauungen, Begräbnisse und auch die Fronleichnamsprozession statt. Erst im Zuge der josephinischen Pfarrregulierung erfolgte die Pfarrerhebung. 1782 gibt es die ersten Pläne der Diözese Gurk, bei der „Zukirche Obermillstatt“ eine eigene Pfarre mit eigenem Pfarrer und einen Kaplan zu errichten, da „die gebirgige Gemeinde über 600 Seelen aufweise und von der Mutterkirche weit über eine Stunde entfernt sei; zudem sei das Filialgotteshaus schon vorhanden und haben einen eigenen Gottesacker (vermutlich bestand sie vor Zeiten bereits als eigene Pfarre). Dann könnte auch ein Kaplan zu Millstatt erspart und mit einigen Stiftsmessen hierher übersetzt werden“. Von den Pfarrangehörigen wurde im April 1783 die Bestellung eines eigenen Geistlichen mehrfach erbeten, was sich jedoch bis 1787 verzögerte. Dann erst erfolgte die „Überstellung“ dieses ersten Kaplans Martin Mayr von Millstatt nach der „Lokalie“ Obermillstatt, mit dem Gehalt von 200 Gulden (fl.) wozu noch 100 fl. aus dem Religionsfonds beigesteuert wurde. Eingeleitet wurde die Abtrennung von Millstatt bereits 1773, und 1783 wurde das Kirchenvermögen von jenem zu Penk getrennt. Für die Errichtung des Pfarrhofes wurden am 23. Juli 1787 900 fl. bewilligt, wobei es hieß, dass dieser „Pfarr- und Kuratiestandort“ gut, groß und geräumig gebaut werde. Verzögerungen ergaben sich dann aus der Einstellung sämtlicher Kirchen- und Pfarrhofbauten 1788 in Österreich, die erst wieder aufgenommen werden konnten, als ein neuer Religions-Fonds 1789 seine Arbeit aufnahm. Am 25. Hornung 1839 teilt die Vogtherrschaft Millstatt mit, dass am Pfarrhofe zu Obermillstatt einige Bauarbeiten notwendig sind, die an den Bestbieter versteigert werden. Ebenfalls versteigert wurden die Bücher des Pfarrkurators Franz Wohlgemuth, als dieser 1842 verstarb. Im Pfarrhof fand dann auch bis 1880 der Volksschulunterricht statt. 1890 wurde Franz Haßlacher zum Kurator von Obermillstatt ernannt und feierlich empfangen. Der erste Pfarrer wurde Josef Groß im Jahre 1897, vorher Pfarrer von Treffling.

### Pfarrkirche

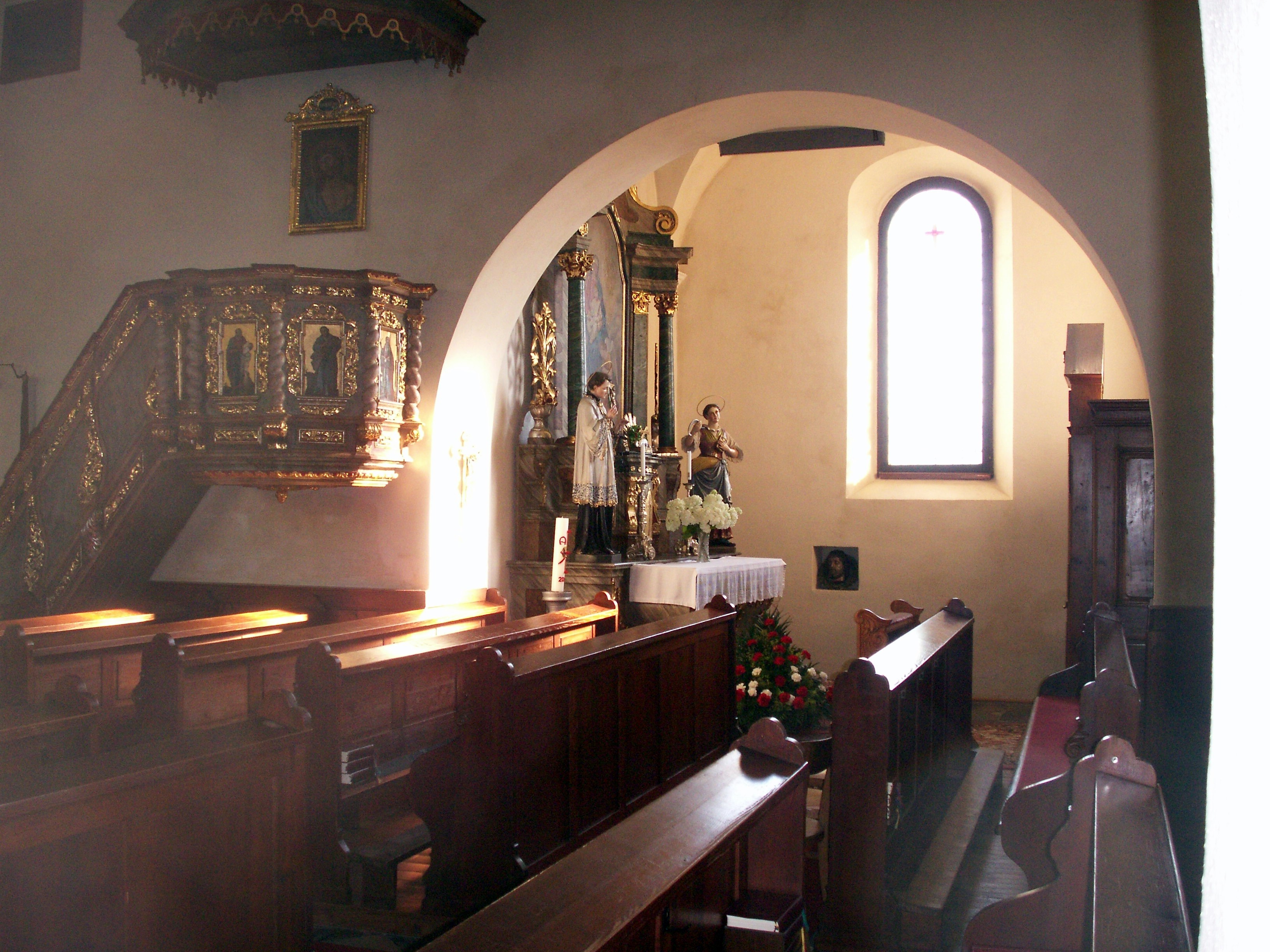
Kanzel

Die gegenwärtige denkmalgeschützte Kirche (Listeneintrag) ist ein einfacher einschiffiger Bau des 17. Jahrhunderts und hat einen mit Kreuzrippengewölbe gedeckten, rechteckigen Chor. Das flachgedeckte Langhaus wurde 1935 unter dem langjährigen Pfarrer Richard Pichler erhöht und gewölbt. Am südöstlichen Eck steht ein wuchtiger Turm mit außerordentlich großem Zwiebelhelm mit einem Durchmesser von 8,5 Meter. Der derzeitige Hauptaltar hat einen Opfergang, gedrehte Säulen und Figuren des Hl. Ignatius von Loyola und Francisco de Xavier aus der Zeit um 1720, wie die verzierte Kanzel. Über dem Mittelbild mit der Taufe Christi ist ein Aufsatzbild mit der Hl. Dreifaltigkeit angebracht. An jeder Längsseite sind kreuzgewölbte Kapellen angebaut. Der Marienaltar in der Beichtkapelle entstand etwa um 1750, wo es eine Mauernische mit dem Johanneskopf gibt. In der nördlichen Kapelle befinden sich der Pestaltar, eine frühbarocke Arbeit von 1686, und zwei Bilder mit je sieben Nothelfern (etwa 1750). Der alte schlichte, gotische Messkelch mit der Aufschrift „Johannes Haberler, presbyter ordinis Sancti Georgii professus dedit hunc calicem anno di. 1517“ (Johann Haberler, Priester und Ordensmann des Hl. Georgs, hat diesen Kelch im Jahr des Herrn 1517 gespendet) ist gegenwärtig im Stiftsmuseum Millstatt ausgestellt.

### Orgel
Bis 1844 war in Obermillstatt eine bereits hundert Jahre alte, kleine einmanualige Orgel ohne Pedal, ein Positiv im Einsatz, die um 25 Gulden an die Pfarre Millstatt für die Domitiani-Kapelle verkauft wurde. Der Orgelbauer Bartholomäus Hörbiger fertigte 1843 bis 1844 im Gastzimmer des ehemaligen Gasthauses „Rainer“ (später Volksschule, derzeit Heimatmuseum) eine mechanische Schleifladenorgel mit 5 Manual- und 2 Pedalregistern um 360,- fl. an. Die Einweihung fand 1844 durch Hochwürden Rudolf Gussenbauer statt. Kurat war zu dieser Zeit Valentin Ferman. Der Erste Weltkrieg forderte von den Obermillstättern nicht nur Menschenopfer, sondern auch Metallabgaben. Während im nahen Matzelsdorf die Kirchglocken abgeliefert werden mussten, waren es in Obermillstatt die Orgelpfeifen aus Zinn. Auf Befehl der K&K-Heeresverwaltung wurden am 28. Jänner 1918 die insgesamt 17 kg schweren Prospektpfeifen abmontiert. Durch die schlechte wirtschaftliche Lage nach dem Ersten Weltkrieg (Inflation) reichten die Sammelerlöse erst 1921, um die Wiederherstellung der Orgel durch die Salzburger Firma Mauracher zu finanzieren. Ab Oktober 1922 ertönte wieder Kirchengeläute im Ort, da die vier neuen Glocken, hergestellt von den Böhlerwerken, aufgezogen wurden. Nach der Kirchenrenovierung von 1936, bei der die Raumhöhe um zwei Meter angehoben wurde, baute der Orgelbauer Alois Fuetsch aus Lienz / Osttirol die alte mechanische Schleifladenorgel in eine pneumatische Orgel (op. 51) mit 9 Manual- und 1 Bassregister um und platzierte sie in einer dafür konzipierten Dachkammer oberhalb des Chorraumes.

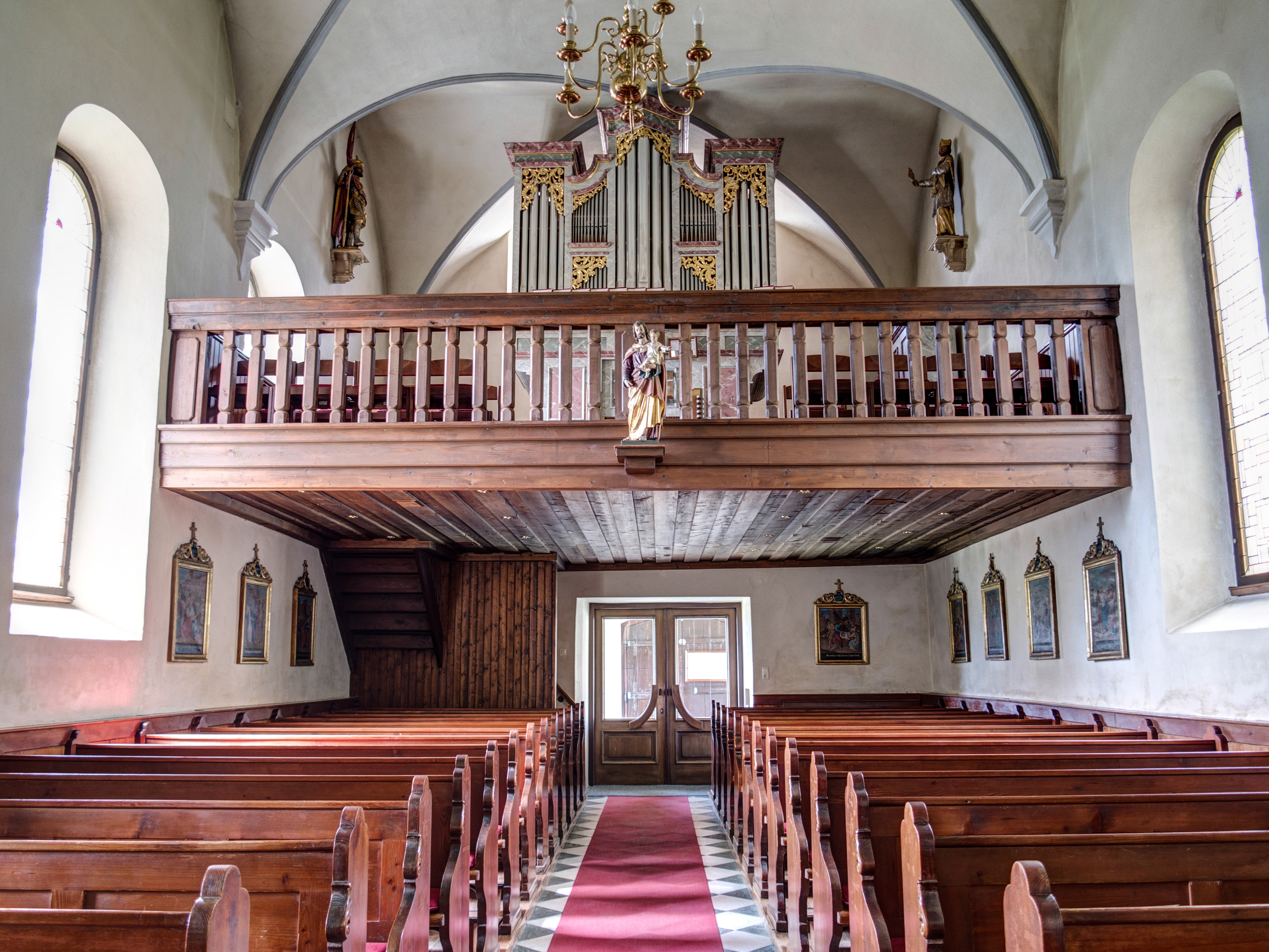
Orgel in der Obermillstätter Kirche

In den 1970er Jahren wurde eine Restaurierung mit dem Argument abgebrochen, dass das Instrument nicht mehr zu retten sei. 1979 wurde ein Orgelkomitee unter Hermann Stellmann gegründet, das unterschiedlichste Spendenaktionen durchführte. Die Chorempore wurde 1980/81 umgebaut und Platz für eine neue Orgel geschaffen. 1983 wurde die neue Orgel (Gesamtkosten 1,1 Mio. öS) von der Firma Pirchner aus Steinach am Brenner (Schleierelemente von Josef Huber / Millstatt, Marmorierung und Vergoldung von Campidell / Feistritz a.d. Drau) eingeweiht. Die Pirchner-Orgel mit 862 Pfeifen ist als mechanische Schleifladenorgel mit 14 barocken Registern, die auf 2 Manualen und das Pedal verteilt sind, konzipiert. Die Koppeln waren mechanisch, das ursprüngliche Oberwerk war mit einem Schwellwerk und mit einem Tremulanten ausgestattet. 2006 wurde die Orgel von Orgelbauer Lenter aus Sachsenheim (Deutschland) umfassend generalsaniert.
| Hauptwerk (C-g''')                           |        | Oberwerk (C-g''') |         | Pedal (C-f') |     |
| -------------------------------------------- | ------ | ----------------- | ------- | ------------ | --- |
| Prinzipal 8'                                 | 8'     | Coppel            | 8'      | Subbass      | 16' |
| Rohrflöte 8'                                 | 8'     | Spitzgambe        | 8'      | Octavbass    | 8'  |
| Octave 4'                                    | 4'     | Flöte             | 4'      | Posaune      | 8'  |
| Octave 2'                                    | 2'     | Nasat             | 2 2/3'' |              |     |
| Mixtur 4-5fach (Vorabzug rep. Quinte 2 2/3') | 2 2/3' | Principal         | 2'      |              |     |
|                                              |        | Terz              | 1 3/5'  |              |     |
|                                              |        |                   |         |              |     |
|                                              |        | Tremulant         |         |              |     |

## Bevölkerung und Wirtschaft
| Höfe, Häuser und Einwohner 1470 bis 2017 | Höfe, Häuser und Einwohner 1470 bis 2017 | Höfe, Häuser und Einwohner 1470 bis 2017 | Höfe, Häuser und Einwohner 1470 bis 2017 | Höfe, Häuser und Einwohner 1470 bis 2017 | Höfe, Häuser und Einwohner 1470 bis 2017 | Höfe, Häuser und Einwohner 1470 bis 2017 | Höfe, Häuser und Einwohner 1470 bis 2017 | Höfe, Häuser und Einwohner 1470 bis 2017 | Höfe, Häuser und Einwohner 1470 bis 2017 | Höfe, Häuser und Einwohner 1470 bis 2017 | Höfe, Häuser und Einwohner 1470 bis 2017 | Höfe, Häuser und Einwohner 1470 bis 2017 | Höfe, Häuser und Einwohner 1470 bis 2017 | Höfe, Häuser und Einwohner 1470 bis 2017 | Höfe, Häuser und Einwohner 1470 bis 2017 | Höfe, Häuser und Einwohner 1470 bis 2017 | Höfe, Häuser und Einwohner 1470 bis 2017 | Höfe, Häuser und Einwohner 1470 bis 2017 | Höfe, Häuser und Einwohner 1470 bis 2017 | Höfe, Häuser und Einwohner 1470 bis 2017 | Höfe, Häuser und Einwohner 1470 bis 2017 | Höfe, Häuser und Einwohner 1470 bis 2017 | Höfe, Häuser und Einwohner 1470 bis 2017 |
| ---------------------------------------- | ---------------------------------------- | ---------------------------------------- | ---------------------------------------- | ---------------------------------------- | ---------------------------------------- | ---------------------------------------- | ---------------------------------------- | ---------------------------------------- | ---------------------------------------- | ---------------------------------------- | ---------------------------------------- | ---------------------------------------- | ---------------------------------------- | ---------------------------------------- | ---------------------------------------- | ---------------------------------------- | ---------------------------------------- | ---------------------------------------- | ---------------------------------------- | ---------------------------------------- | ---------------------------------------- | ---------------------------------------- | ---------------------------------------- |
|                                          | 1470                                     | 1520                                     | 1599                                     | 1817                                     | 1857                                     | 1869                                     | 1880                                     | 1890                                     | 1900                                     | 1910                                     | 1923                                     | 1934                                     | 1939                                     | 1951                                     | 1961                                     | 1971                                     | 1981                                     | 1991                                     | 2001                                     | 2011                                     | 2014                                     | 2015                                     | 2017                                     |
| Höfe / Häuser                            | 20                                       | 29                                       | 33                                       | 38                                       | 38                                       | 39                                       | 44                                       | 40                                       | 45                                       | 47                                       | 52                                       | 57                                       |                                          | 55                                       | 69                                       | 97                                       | 140                                      | 161                                      | 184                                      | 196                                      |                                          |                                          |                                          |
| Einwohner                                |                                          |                                          |                                          | 228                                      | 238                                      | 245                                      | 238                                      | 238                                      | 270                                      | 303                                      | 245                                      | 264                                      | 257                                      | 348                                      | 365                                      | 434                                      | 521                                      | 541                                      | 492                                      | 534                                      | 560                                      | 574                                      | 573                                      |
| Einwohner pro Haus                       |                                          |                                          |                                          | 6                                        | 6                                        | 6                                        | 5                                        | 6                                        | 6                                        | 6                                        | 5                                        | 5                                        |                                          | 6                                        | 5                                        | 4                                        | 4                                        | 3                                        | 3                                        | 3                                        |                                          |                                          |                                          |

Vom 15. bis zum 19. Jahrhundert nahm die Anzahl der Hofstellen stetig zu. Seit der zweiten Hälfte des 20. Jahrhunderts hat sich die Häuserzahl vervielfacht. Bis in die 1950er Jahre lebten rund sechs Familienangehörige im Haus (Dienstboten wurden in der historischen Statistik nicht berücksichtigt). Heute sind es nur mehr rund drei. Die Lebensbedingungen für Bauernkinder, die den Hof nicht erbten, waren bis nach dem Zweiten Weltkrieg eher schlecht. Wer nicht sein Leben als mittelloser Knecht oder Magd zubringen wollte, wählte die Arbeitsmigration. Es gibt auch aus Obermillstatt Auswanderer in die Vereinigten Staaten, Australien und vor allem in die Schweiz und nach Deutschland.
Wie die umliegenden Siedlungen verwandelt sich der Ort mit 574 Einwohnern vom bäuerlich strukturierten Erholungsdorf zur Streusiedlung. Die früheren Felder im Westen des Dorfes sind bereits stark verbaut. Der touristische Leitbetrieb ist das Bio-Hotel Alpenrose der Familie Obweger-Theuermann, das seit 1964 einen „biologisch ausgerichteten“ Hotelbetrieb führt. Zur Zeit des Massentourismus am Millstätter See, in den späten 1960er und vor allem in den 1970er Jahren, erlebte die Privatzimmer-Vermietung eine Blüte. Durch das veränderte Reiseverhalten der überwiegend deutschen Sommergäste hat sich das Angebot einstweilen deutlich reduziert. Privatzimmer werden nur mehr vereinzelt angeboten. Im Ort stehen den Gästen nur mehr ein Gasthaus zur Verfügung. Insgesamt gibt rund acht meist kleine Gewerbebetriebe und mehrere Vollerwerbs- und Nebenerwerbsbauern. Seit den 1950er Jahren gab es im Ort ein Einzelhandelsgeschäft, das vor einigen Jahren schließen musste. Klassische Handwerksbetriebe wie eine Tischlerei, Schuster oder Zimmerer gibt es nicht mehr. Da die berufstätige Bevölkerung mangels ortsansässiger Betriebe auspendelt und praktisch jede Familie über mindestens ein Auto verfügt, wird meist in Spittal an der Drau bzw. unterwegs in Millstatt oder Seeboden eingekauft. Einer der wichtigsten Arbeitgeber ist seit 1907 das Magnesitwerk RHI AG im 13 km entfernten Radenthein. Deren Magnesitlagerstätte liegt auf der hinteren Seite der Millstätter Alpe auf dem Gebiet der Katastralgemeinde Obermillstatt. Die älteren Schüler besuchen überwiegend die Hauptschule in Seeboden oder das Gymnasium in Spittal. Wie auch sonst in ländlichen Regionen kommen Jugendliche mit höherer Bildung mangels fehlender Beschäftigungsmöglichkeiten aus ihren Studienorten, meist Wien oder Graz, nicht mehr zurück.

## Volksschule Obermillstatt

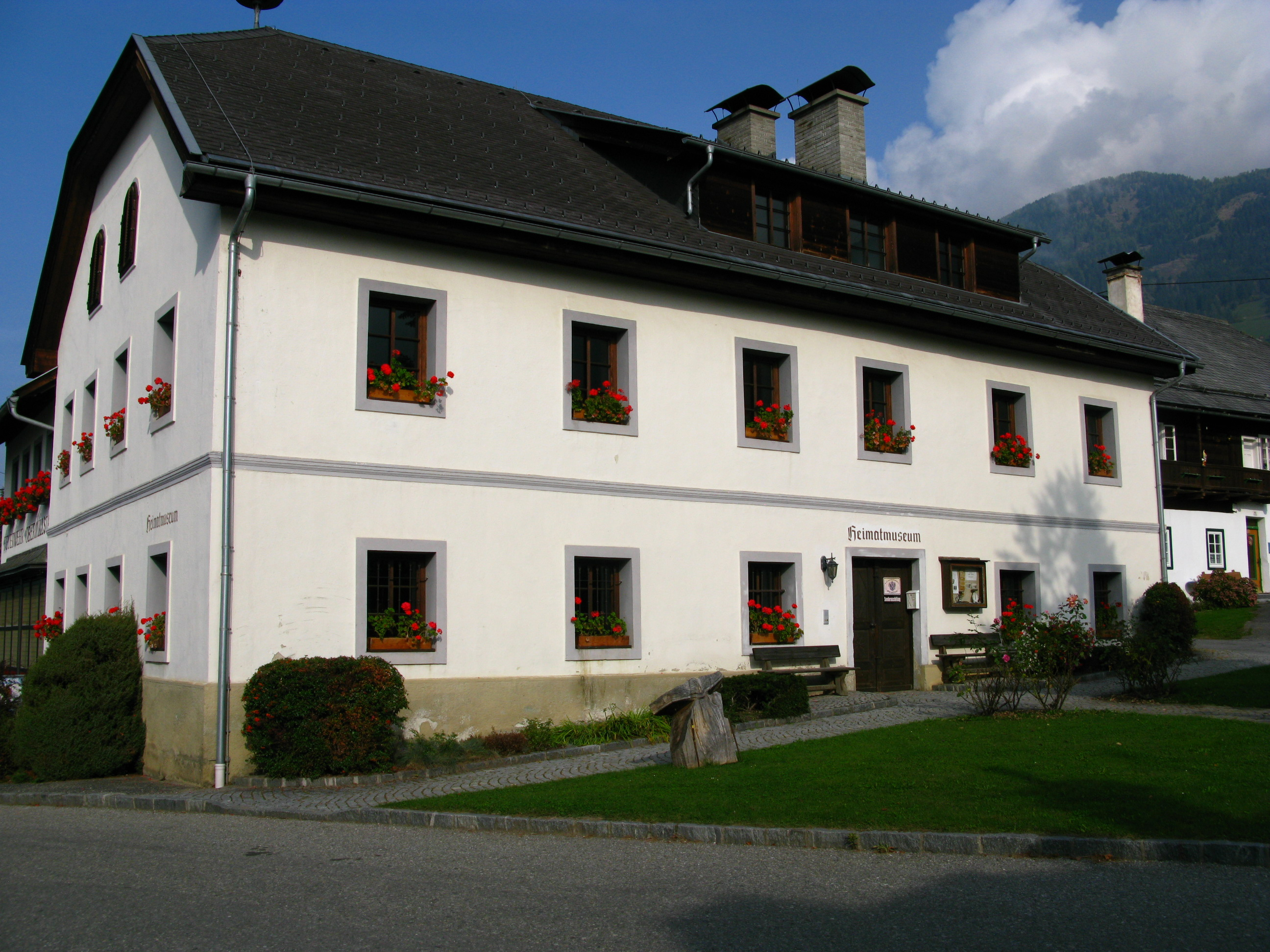
Alte Volksschule von Obermillstatt heute Heimatmuseum

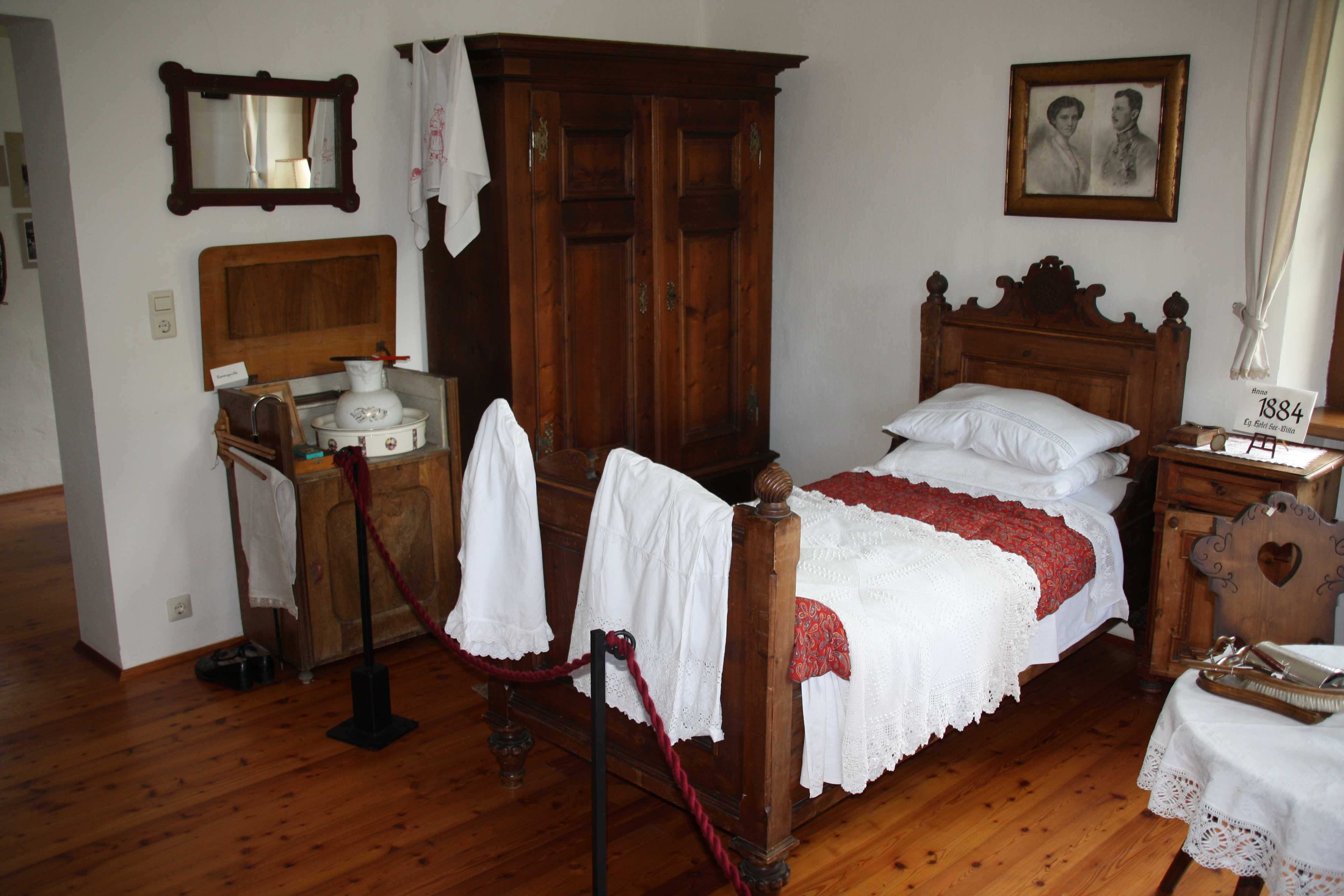
Schlafzimmer im Heimatmuseum

Während in Deutschland schon Friedrich Wilhelm I. 1717 ein Edikt zur allgemeinen Schulpflicht erließ, erfolgte die gesetzliche Regelung Volksschulpflicht in Österreich erst 1840. Die Obermillstätter Schule hat augenscheinlich schon davor existiert, denn 1839 verstarb ein Schullehrer mit dem Namen Anton Schwitzer. Seine Schüler waren die ersten Obermillstätter, die Lesen und Schreiben lernten. Schwitzer stand im Schul- Meßner und Organistendienst zu Obermillstatt im Dekanate Gmünd, wofür er von der Grundherrschaft, dem k.k. Studienfondsherrschaft Millstatt jährlich 130 fl. C.M., nebst noch einigen nicht ganz unbedeutenden Emolumenten (Vergütungen) bekam. Die Volksschule war bis Ende 1880 im Pfarrhof untergebracht. Bildung war 1881 noch kein selbstverständliches Recht, sondern auf den herrschaftlichen Willen angewiesen. Se.[ine] Majestät der Kaiser haben, wie die Klagenfurter Zeitung meldet, dem Ortsschulrathe von Obermillstatt zum Schulbaue 300 fl. [Gulden] […] zu spenden geruht. So konnte die Schule in den 1850 erbauten „Gasthof Rainer“ übersiedeln, wo sie fast 100 Jahre untergebracht war.

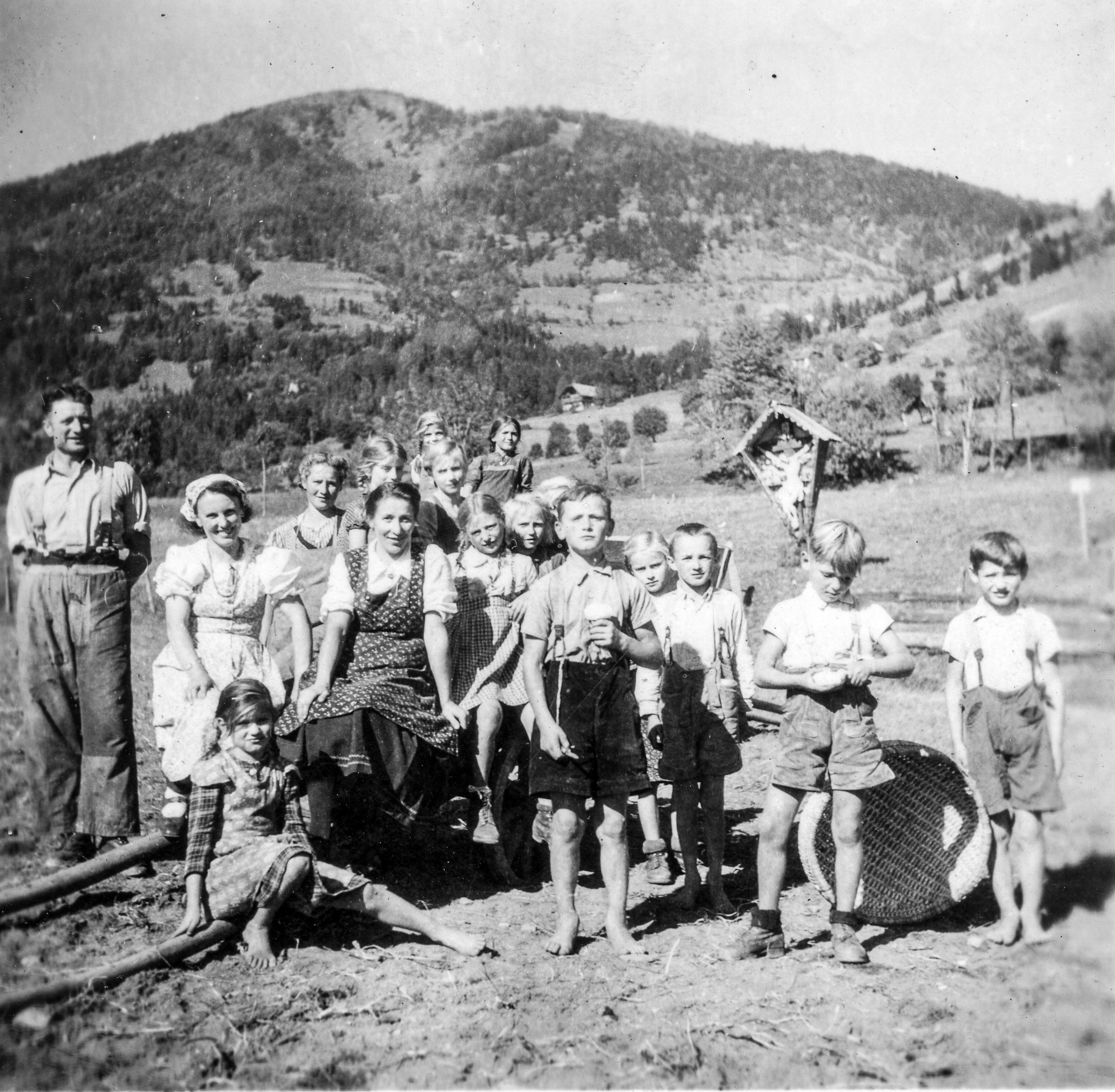
Schulklasse beim Landwirtschaftsunterricht

Die Volksschule wurde anfangs zweiklassig geführt. Der erste Oberlehrer Johann Simoner war nebenbei auch Organist und Mesner. Vom Staat (der Domäne) erhielt er für seine Arbeit 136 Kronen und 1/2 Klafter (entspricht 1,5 m³) Brennholz. Von den Bauern erhielt er für die Arbeit in der Kirche Getreide (Läutgarben). Schuljahrsbeginn war um 1900 Ostern. Ab 1892 wurden eine Schulbibliothek, ein Schulgarten mit Baumschule und ein Gemüsegarten für den landwirtschaftlichen Unterricht angelegt. Junglehrer waren in der Probezeit Unterlehrer, dann Lehrer und später Oberlehrer. Wenn eine Lehrerin heiratete, musste sie den Beruf aufgeben. Mitglieder des Ortsschulrates durften jederzeit dem Unterricht beiwohnen. 1893 hieß der Obermillstätter Schulleiter Johann Piron. Er berichtet im Jänner von einem Erdbeben und zitiert Dorfbewohner: Zuerst hat’s gebüllt und nachher hat’s gerumpelt, aber nit gar lang. Bilder hingen schief. Mit der neuen Schule gab es ab 1893 mit dem ersten Schularzt Dr. Salomon Porges, zuerst Stadtarzt in Gmünd dann Bezirksarzt in Spittal, eine erste systematische Untersuchung aller Obermillstätter Schüler. Im Allgemeinen hatten die Bauernkinder viele Fehlzeiten in der Schule, obwohl es eine Sommerbefreiung und Herbstferien gab, da Kinderarbeit in der Landwirtschaft üblich war. Während des Ersten Weltkrieges verschlechterte sich der Unterricht. Da viele Lehrer einrücken mussten, hat der Oberlehrer Leitsberger auch jeden zweiten Tag die Volksschule in Döbriach betreut. Im Februar 1920 kam das elektrische Licht in das Schulhaus. Ab dem Schuljahr 1929/30 wird eine dritte Klasse geführt. Schuljahresbeginn war in den Jahren 1931/32 Allerheiligen. Ab 1977 wurde an der Stelle des alten RAD-Lagers und späteren Kinderlagers eine neue VS Obermillstatt errichtet. In den Jahren 1988 bis 1990 wurde in der alten Schule das Heimatmuseum Obermillstatt – Millstatt eingerichtet.
Aufgrund der stagnierenden Schülerzahlen, es gab in beiden Schulen nur mehr zwei Klassen und in Hinblick auf die Schulden der Gemeinde, wurde seit 2014 überlegt, die beiden Schulstandorte Millstatt und Obermillstatt zusammenzulegen. Wegen der schönen und großzügigen Lage wurde Obermillstatt gewählt, zumal bauliche Änderungen in Millstatt durch das denkmalgeschützte Gebäude schwieriger sind. Es ist geplant, dass in Obermillstatt ein Bildungszentrum mit Volksschule, Kindergarten und Nachmittagsbetreuung entsteht. Da die Förderzusage des Landes überraschend schnell erfolgte, sind die Schüler bis zum Abschluss der Umbauarbeiten im Herbst 2018 vorerst im Millstätter Gebäude untergebracht.

## Raiffeisenkasse Obermillstatt
Friedrich Wilhelm Raiffeisens Idee der Gründung bäuerlicher Genossenschaften zur Vergabe von Krediten wurde ab den 1860er Jahren in Deutschland umgesetzt. Ab 1890 bildeten sich die ersten Spar- und Darlehenscassen-Vereine in Kärnten. Am 16. April 1895 wurde die Raiffeisenkasse Obermillstatt als „Spar- und Darlehenskassenverein der Gemeinde Obermillstatt“ gegründet. Ein Jahr etablierte sich der Verband der Kärntner Spar- und Darlehnenscassen-Vereine nach dem System Raiffeisen. Der erste Obmann war der Altbürgermeister Jakob Hofer vlg. Leonhard. Er und die anderen Mitglieder waren aktive Bauern (Besitzer) oder Altbauern (Auszügler). Ende 1895 gab es 57 Mitglieder, Ende 1896 bereits 73. Der Umsatz lag bei rund 79.000 Gulden. Am Millstätter Viehmarkt kostet eine Kuh damals rund 145 Gulden. Spareinlagen wurden von jedermann genommen. Kredite gab es nur mit Bürgen, Hinterlegung von Wertpapieren oder Hypotheken. Über Jahrzehnte war der Kassenverein, der in den 1970er Jahren zur Vollbank wurde, nahezu ausschließlich landwirtschaftlich geprägt. Die Bank war in verschiedenen Häusern eingemietet. 1974 wurde ein neu errichtetes Bankgebäude bei der alten Volksschule eröffnet. 1981 erfolgte die Fusion mit der Raiffeisenkasse Millstatt. 2017 wurde die Filiale geschlossen.

## Dorfgemeinschaft

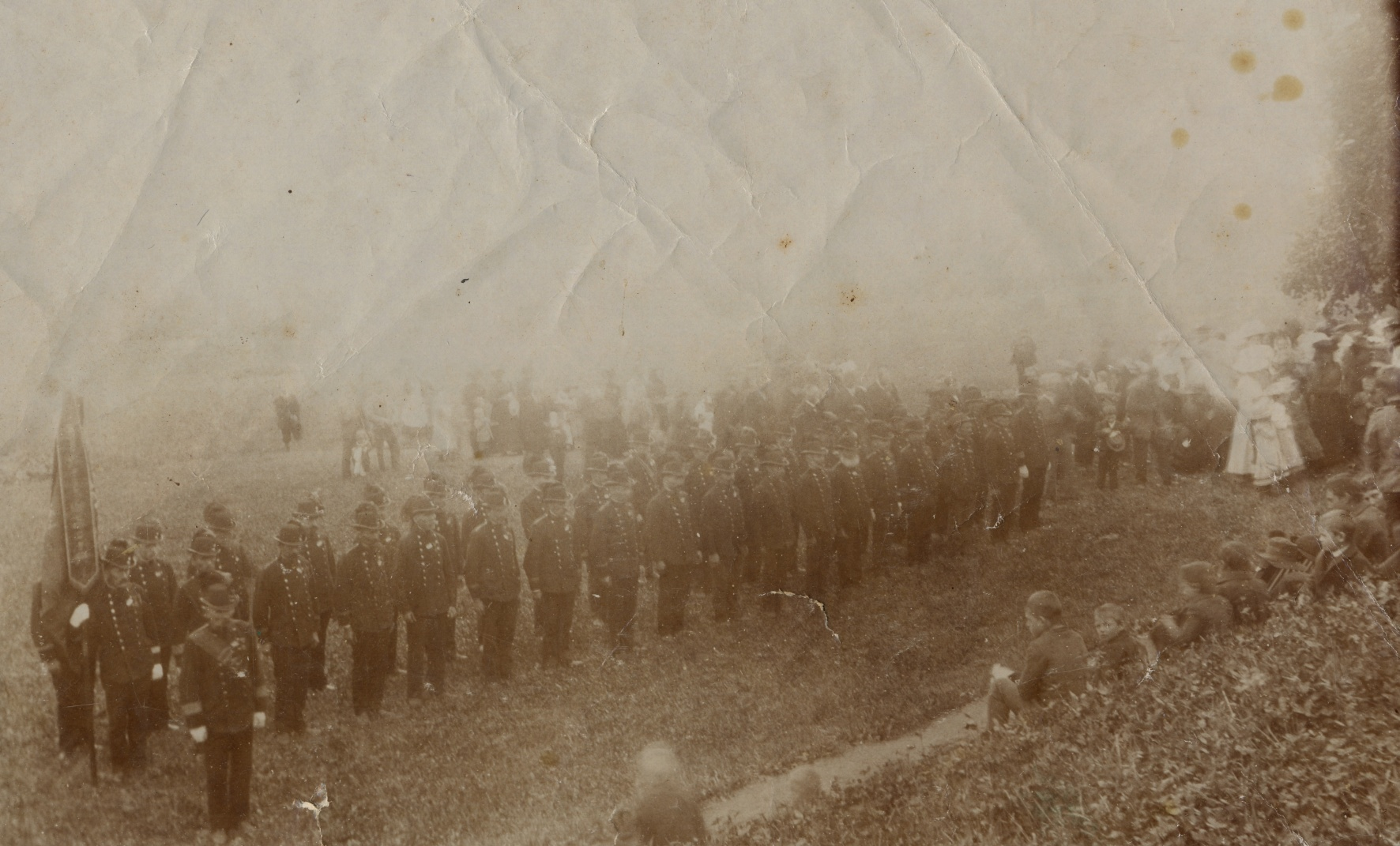
K.u.k. Traditionsverein Obermillstatt im Gründungsjahr 1908

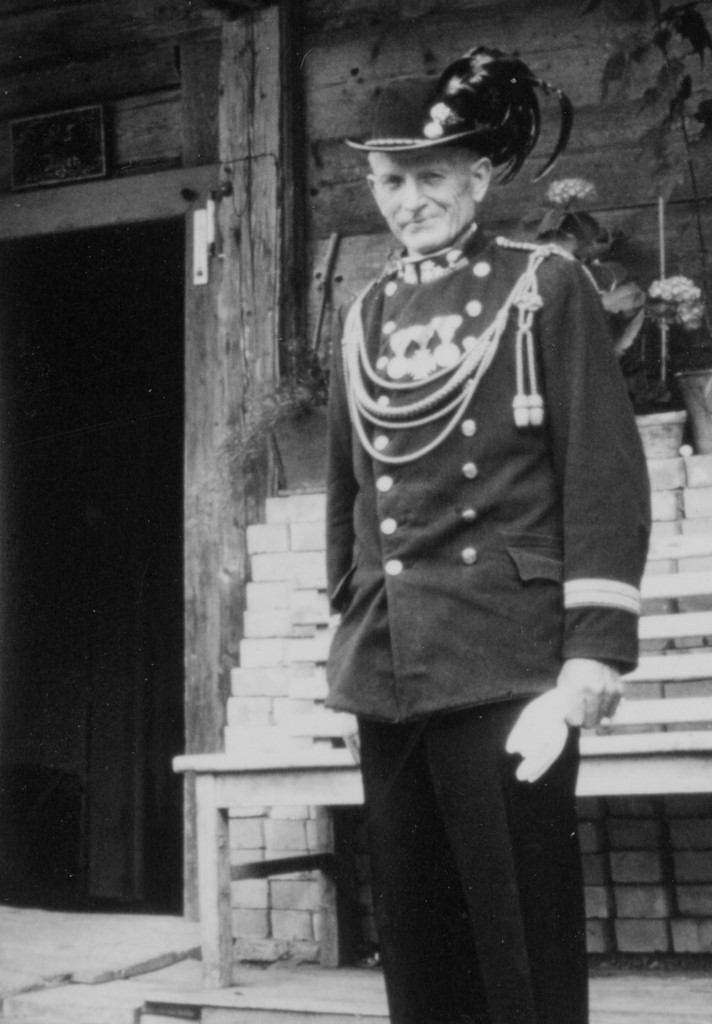
Mitglied des K.u.K. Traditionsverein Obermillstatt

Im früheren Gemeindehaus gibt es neben einer Bücherei einen großen Saal für Veranstaltungen und Proben der örtlichen Vereine.
Die Freiwillige Feuerwehr wurde in Obermillstatt zusammen mit Sappl-Matzelsdorf 1890 gegründet. Laubendorf folgte 1892 und Lammersdorf 1907.
Der K.u.K. Traditionsverein Obermillstatt, früher auch Kriegerverein, wurde 1908 gegründet. Infolge einer an Kaiser Franz Joseph gerichteten Petition erhielten die Obermillstätter Uniformen aus dem Bestand der Leibgarde des Kaisers im Schloss Schönbrunn in Wien. Nach den beiden Weltkriegen stand das Gedenken an die Gefallenen im Vordergrund, weshalb der Verein, der keine Waffen trägt, auch als Kriegerverein bezeichnet wurde. Einstweilen steht die Traditionspflege im Mittelpunkt.
Der MGV Obermillstatt ist ein Männergesangsverein. 1948 haben sich die Männer des Kirchenchores Obermillstatt mit einigen Burschen zu einer Sängerrunde zusammengetan; 1949 wurde der Verein offiziell gegründet. Der Gemischte Chor Obermillstatt entstand in den Jahren 1963/64 aus dem damaligen Kirchenchor Obermillstatt.
Außerdem ist in Obermillstatt seit 1985 die Jugendmusikkapelle Millstätterberg aktiv. Mittlerweile ist die Musikkapelle, die auch internationale Erfolge vorzuweisen hat, der größte aktive Kulturträger am Millstätterberg. Neben rund 50 aktiven Mitgliedern stehen rund 20 Kinder und Jugendliche in Ausbildung. Im Jahr 2019 konnte die Jugendmusikkapelle Millstätterberg beim internationalen Wettbewerb „OR.FEA“ in Prag die Goldmedaille gewinnen.
Der Sportverein Obermillstatt wurde 1969 gegründet. Die Sektion Fußball spielte schon bald in der Unterliga. Die sportliche Entwicklung wurde ab 1993 jedoch für Jahre unterbrochen, da das Grundstück, auf dem sich der Fußballplatz befand, nicht dem Verein gehörte. Seit der OSV den Sportplatz erwerben konnte, hofft man mit der neu aufgebauten Nachwuchsmannschaft an frühere Erfolge anzuschließen.
Im Heimat- und Fremdenverkehrsmuseum Millstatt – Obermillstatt in der ehemaligen Volksschule Obermillstatt geben über 500 Ausstellungsstücke, Bilder und Dokumente einen Einblick in die Entwicklung des Fremdenverkehrs, des Handels und des Brauchtums in der Region. Die Perchtengruppe Obermillstatt, 1996 gegründet, widmet sich der Brauchtumspflege. Die 21 aktiven und 29 unterstützenden Mitglieder organisieren jedes Jahr einen Perchtenlauf.

## Sagen
- Die heidnische Frau in Obermillstatt. Als es noch hadische Frauen in der Gegend gab, unterhielt der Brentner-Bauer, der nicht weit von der Obermillstätter Kirche liegt, vertraulichen Verkehr mit einer solchen heidnischen Frau. Einmal wurden sie belauscht, worauf die Hadische das Haus verließ und nie wieder kam. Beim Weggehen segnete sie das Haus mit den Worten: „Brentner reich und nimmer arm!“ Seitdem wich das Glück nimmer von diesem Bauer.[85]